# Konqi

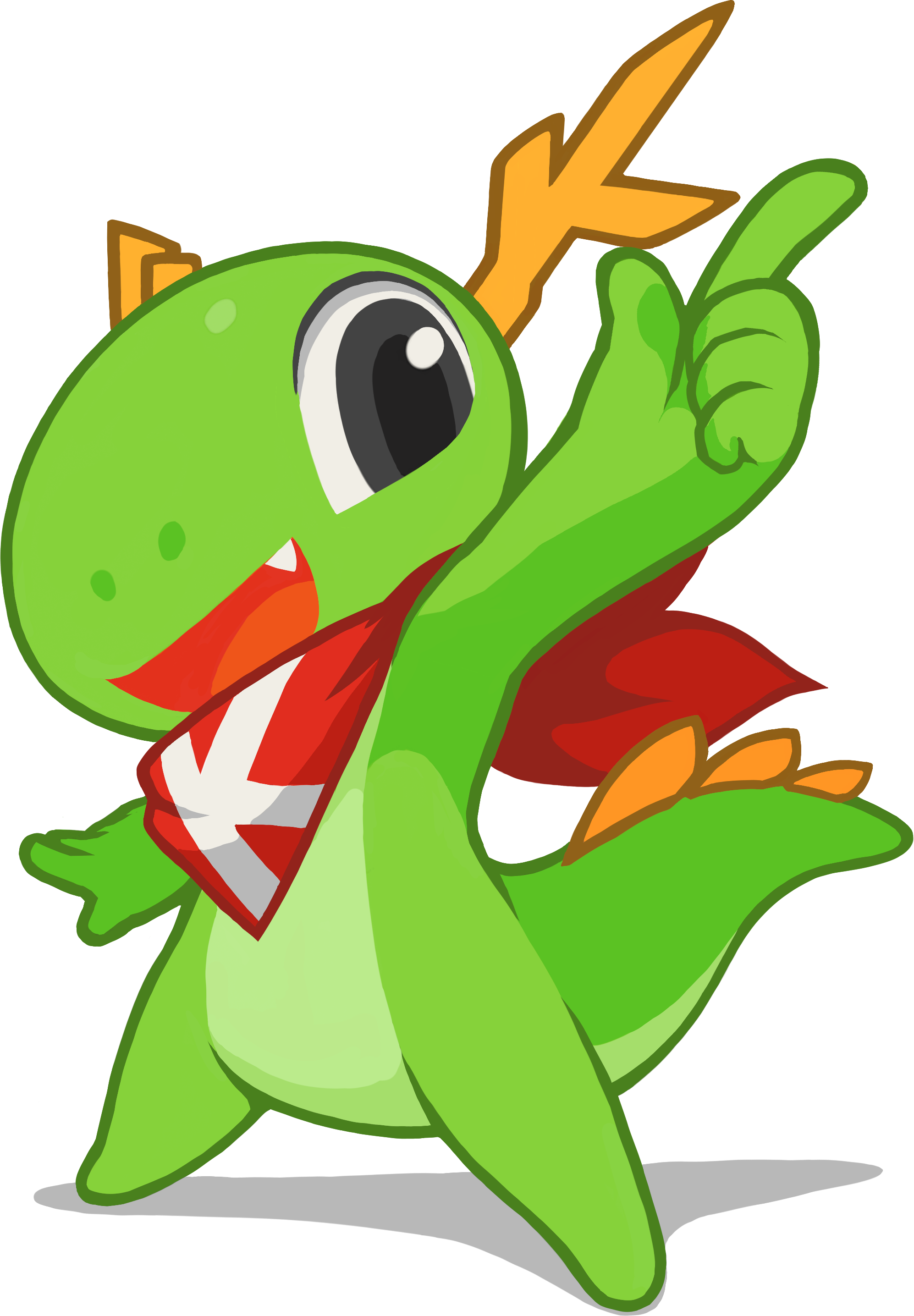
Konqi目前的造型，此版设计自KDE5开始被采用。

Konqi是KDE的吉祥物。他是一只活泼开朗的卡通小绿龙。他最早是作为KDE帮助中心的卡通助手被引入KDE，后在KDE版本3.x期间正式成为KDE的吉祥物。Konqi是象征了KDE社区的一个代表性角色，在KDE软件的版本对话框、各种有关印刷物、会议演示文档和众多KDE的相关网站上均可见到他的身影。他迄今为止有过两版设计方案，第一版的设计者是Stefan Spatz，而目前在使用的第二版设计则来自中国的钛山（Tyson Tan）。 

## 名字
Konqi的全名是Konqi Konqueror，该词源于KDE的默认网页浏览器和其曾经的默认文件管理器Konqueror。平时他一般被直接叫做“Konqi”或者“Konqi the green dragon（小绿龙Konqi）”。
由于拼写失误和沟通不畅的缘故，Konqi的名字曾被一些KDE人员误作成"Konqui"，就像是在2012年底的Konqi重新设计大赛时那样。KDE后来订正了这个错误，并把他的名字统一写成Konqi。

## 历史

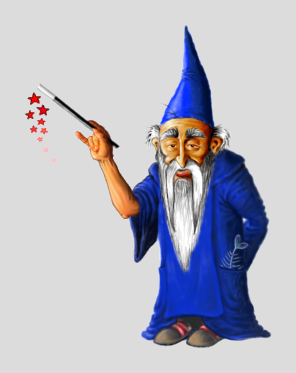
Kandalf，KDE的第一任吉祥物。

### Kandalf
Kandalf是在Konqi之前的KDE的第一任吉祥物。他是一位留着长长白胡须的老巫师。他头顶蓝色尖帽，身披蓝色长袍，脚穿一双红白相间横条的长袜，脚踏一双褐色的拖鞋。他手执一根魔杖，魔杖所及之处会迸出闪闪的红星。至于为何他长袍的口袋里会插着一根吃剩下的鱼骨头则一直是一个谜。
Kandalf的造型酷似迪士尼卡通电影石中剑中的巫师角色梅林，也与J·R·R·托尔金笔下的奇幻小说指环王中的人物甘道夫神似。微软公司在Office 97到Office 2003期间也起用过一位相似的Office助手角色。曾有分析认为KDE之所以会用Konqi来替换Kandalf是为了避免卷入版权问题，但此说法从未得到KDE方面的承认。KDE对外宣称该决定是因为他们觉得Konqi很可爱。

### Konqi
1999年4月，Konqi在KDE版本2.x的帮助中心里首次登场。自KDE版本3.x起他正式成为KDE的新一任吉祥物，替换下第一任的Kandalf。Konqi的第一版设计者是Stefan Spatz，他设计的Konqi被用于KDE版本2.x、3.x和4.x中。第一版设计在十几年间有过一些微调，3D技术的进步也为其带来了视觉效果提升。

### 重新设计

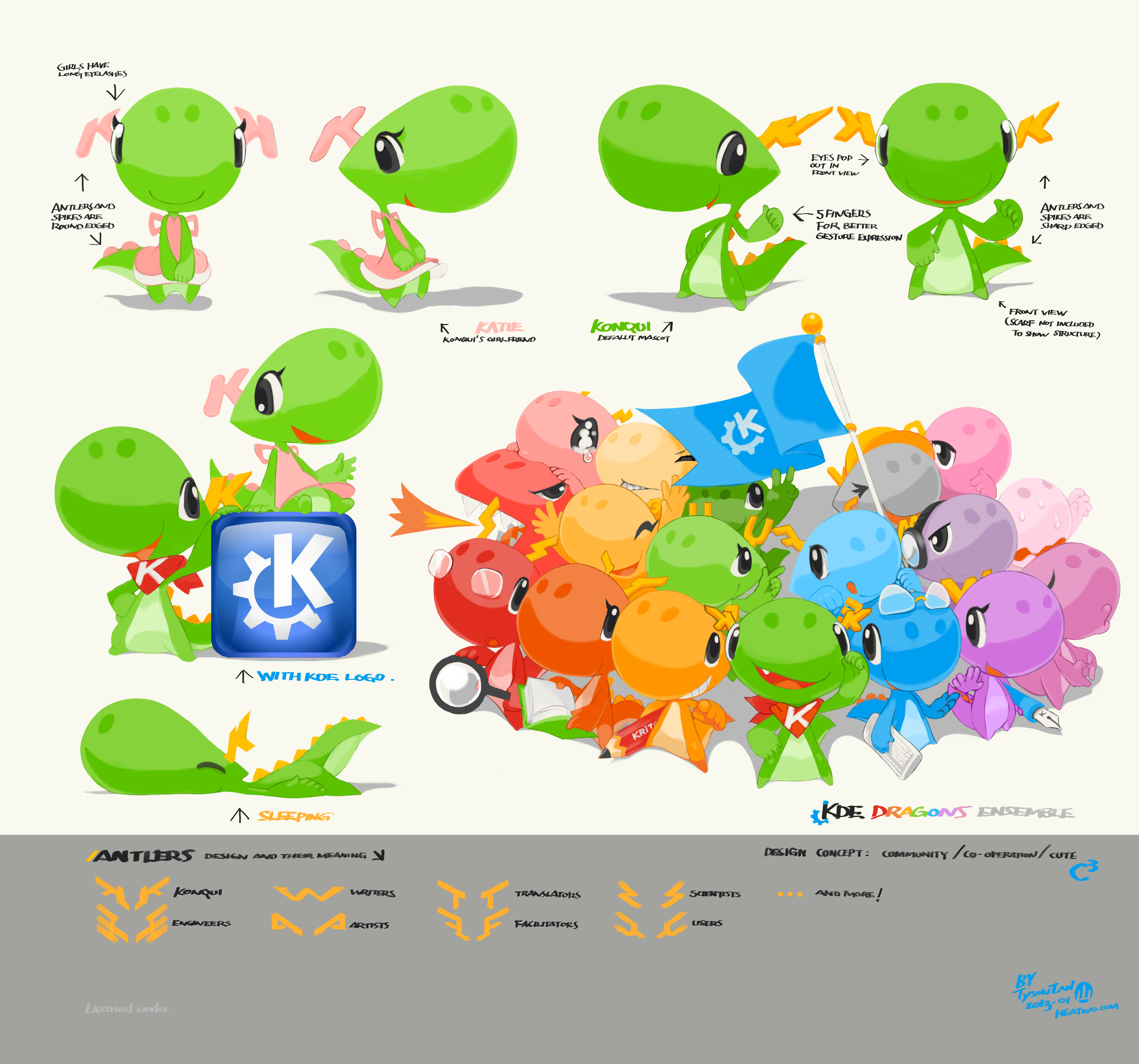
钛山在Konqi重新设计大赛中的原始投稿。

2012年12月，KDE版本5.x的开发渐入佳境。KDE社区经讨论决定更新Konqi的设计来迎合当下大众审美取向的变化。他们在KDE社区论坛上举办了一次Konqi的重新设计大赛，比赛的其中一个要求是作品必须使用KDE的绘画软件Krita绘制。一共有19个作品参加了该比赛，来自中国的参赛者钛山（Tyson Tan）的作品"Konqi, Katie and Friends"最终胜出。
赛后，钛山比赛投稿的原图曾被短暂地用在早期KDE Frameworks 5的版本对话框中。但该图像的横置构图和所含的众多人物在框架较为狭小的KDE版本对话框中并不好看，不久一幅人物较少，构图垂直的图像换下了该图。其后Konqi的设计又经过了一些调整，最后一张只有Konqi一龙的图像在KDE版本5.x的版本对话框里一直被使用至今。

## 造型

### Stefan Spatz的第一版设计

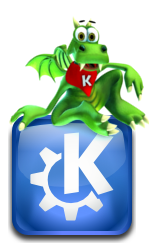
KDE版本4.x期间的Stefan Spatz版Konqi。

Stefan Spatz版的Konqi是一头3D渲染的绿龙，有着黄绿色的腹部。他有两条浮在双眼上空的眉毛，灰黑色的虹膜，两颗尖牙，头上长着两支黄色小角，背后长着一双蝙蝠翅膀，后脊长满黄色小刺。他每只手有三根手指，每只脚有三根脚趾，都长有利爪。他佩戴一条红色领巾，上面印着白色的字母K。他的形象一般是悠闲地坐在KDE的徽标顶上看着观众。

### 钛山的第二版设计

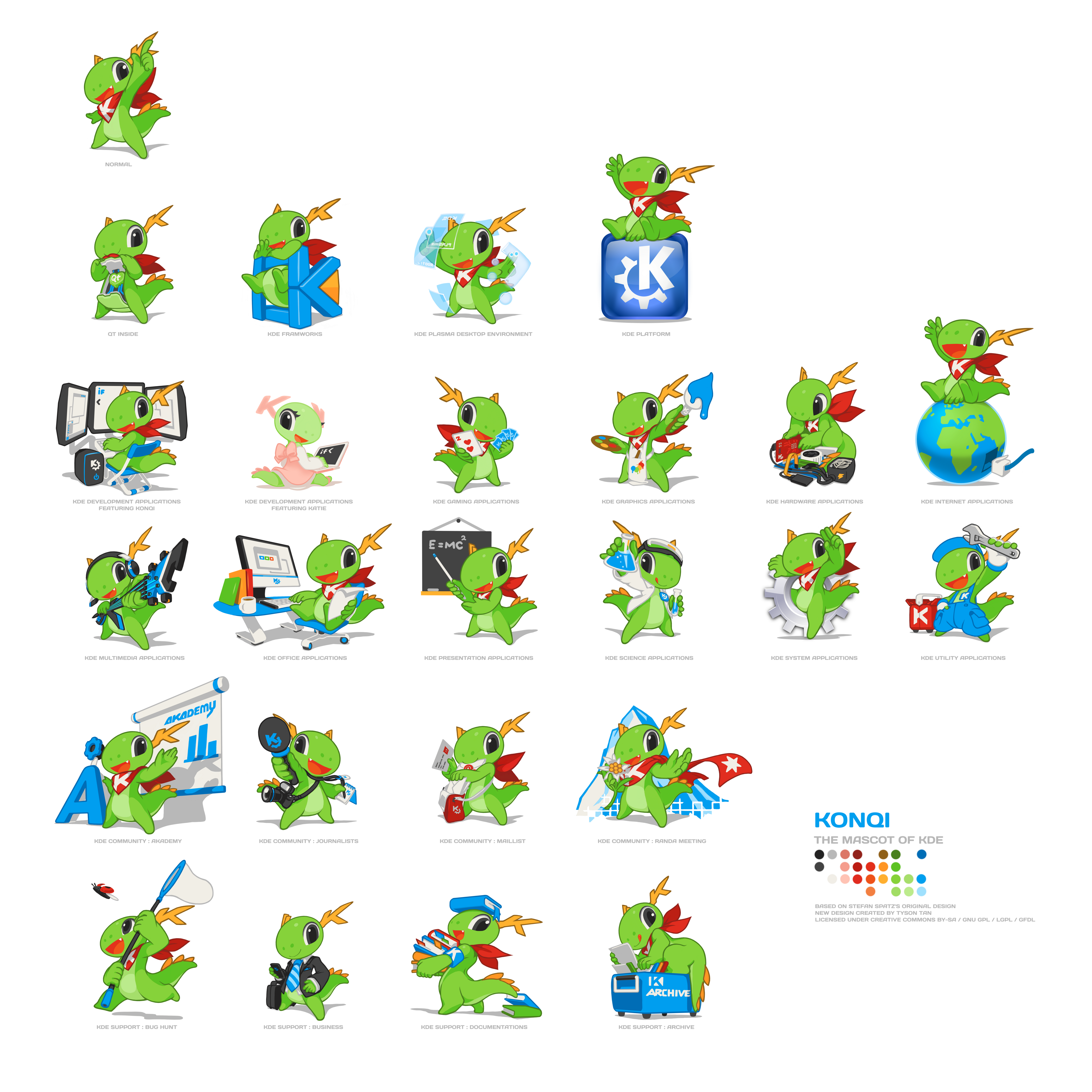
新版的Konqi设计集合。

钛山版的Konqi是一只平面的绿龙，尽管是点阵绘画但艺术风格如同向量画一般干净。此版设计特意把旧版的设计作为基础以表达一种对过往KDE精神的传承。
新的Konqi是一只童气十足，欢快开朗的小绿龙。他的绿色比前代稍浅，腹部则是更浅的绿色。他有着一双大大的卡通风格的眼睛和大大的灰黑色眼珠。他长着两颗虎牙，但从任何角度都只能看见其中的一颗。他的尖角被替换成字母K形状的黄色犄角，背后的蝙蝠翅膀被取消，让造型更显友好和洗练。他的尾巴上有三片黄色的骨板状的刺，轮廓圆润。他的双手各有五个手指，双脚不画出脚趾，手脚均无利爪。他依然佩戴着一条红色领巾，但上面的白色字母K更大更粗，笔画一路触碰到领巾边缘。他的形象一般是岔开双脚英气地站立，看着观众顽皮地微笑并把左手食指指向空中。
此版设计共有一套24张Konqi的图像，每个对应Konqi在做一项特定工作或代表特定话题。该版设计的全貌还包括有其他颜色和职业的Konqi，每只都有对应的犄角设计。

## 派生
Konqi的设计还派生出了一系列其他角色，包括他的女朋友Katie和具有其他颜色和职业的KDE小龙。

### Katie

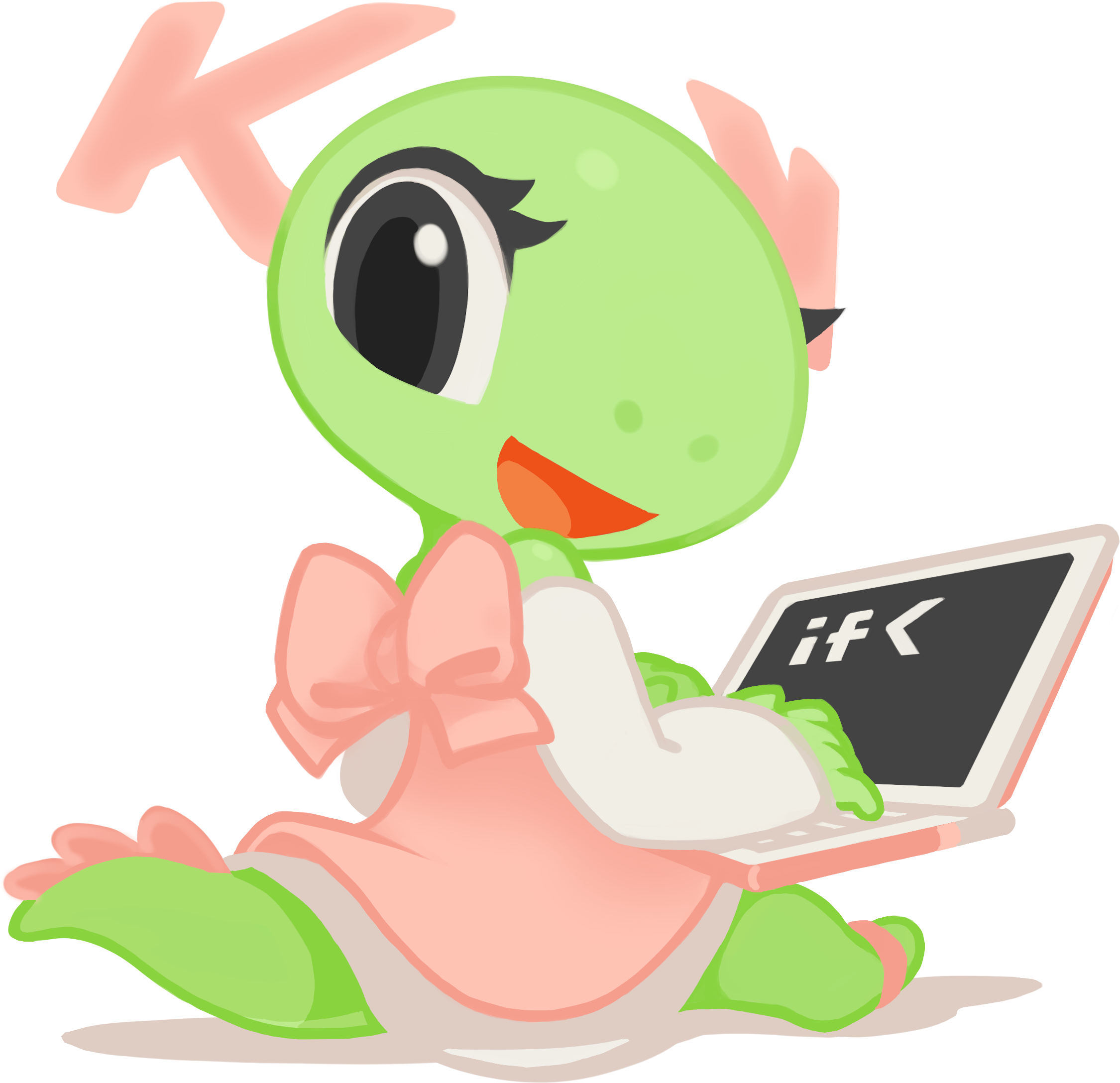
Katie，代表KDE女性社区成员。

Katie是一条绿色的雌性小龙，她代表了KDE社区的女性成员。和Konqi一样她也经历了两版设计。旧版的设计者是Agnieszka Czajkowska，新版的设计者是钛山。 
Katie在旧版时的设定是Konqi的女友。她是一头穿着白色连衣裙的绿龙。她有两颗尖牙，头上长着两支白色的尖角，脑后长着鱼鳍状的尖刺。和Konqi一样，她也是每只手三个手指，每只脚三个脚趾，均长有利爪。她佩戴一个齿轮状的项链，右手还佩戴有一个银色手环。和Konqi不同的是她的背后没有翅膀。
Katie在新版时的设定是住在Konqi隔壁的女孩子，至于是不是他女友则没有说清。新版Katie有着比同版Konqi更浅的绿色。她有一双大大的卡通眼睛和大大的灰黑色眼珠。她的虎牙是看不见的。和Konqi一样，Katie的头上也长着一对字母K形状的犄角，但两者有着许多微妙的区别。Konqi的犄角的根部在字母K的第一笔（|）的底部，因此所有的笔画都朝外放射。与之相比，Katie的犄角的根部在字母K的最后一笔（\）的底部，因此所有的笔画都朝内放射。Katie的犄角是粉色的，边缘也更加圆润一些。她双手各有五个手指，双脚脚趾不画出。尾巴上的三块粉色骨板状的刺有着圆形的外轮廓。她身穿一件白色长袖连衣裙打底，外套一件粉色无袖连衣裙，背后一个大大的粉色蝴蝶结，双脚脚踝处绑着粉色丝带。

### 其他小龙

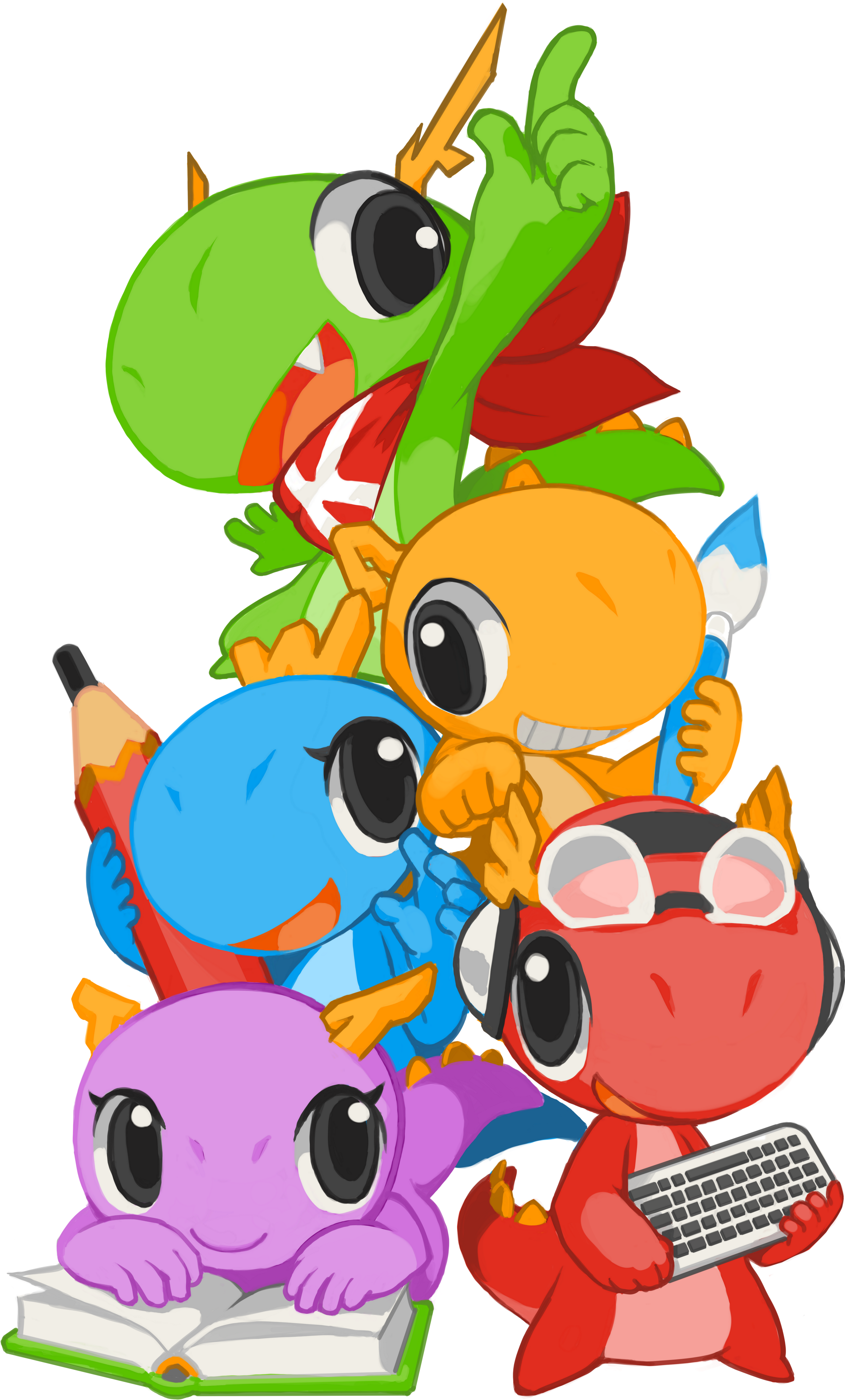
Konqi和他五彩缤纷的同伴们。

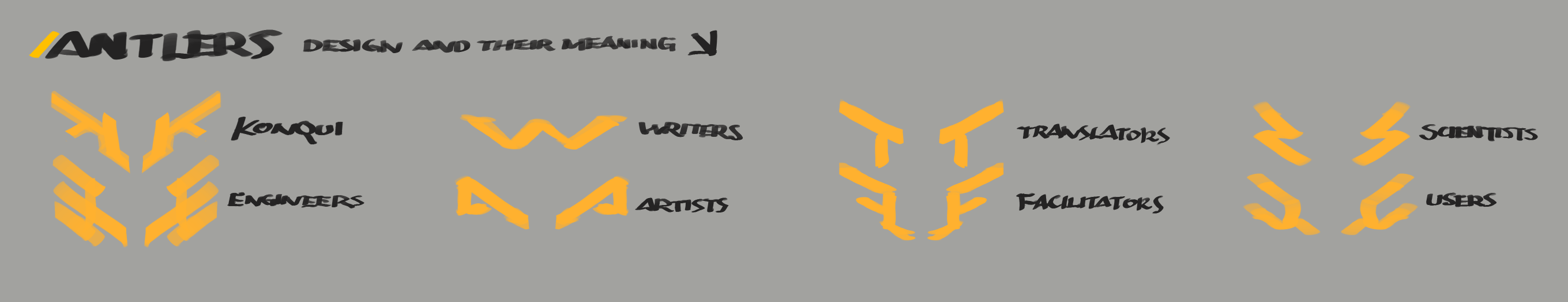
不同的Konqi根据其职业有着不同形状的犄角。

在钛山版的设计里新增了除Konqi和Katie以外的小龙。除了颜色和随身物品外，每只小龙头上的字母犄角根据其职业的英文首字母也有所不同，反映了KDE社区中不同成员的身份。例如：字母W是写作人员（Writers）；字母T是翻译人员（Translators）；字母S是科研人员（Scientists）；字母E是工程人员（Engineers）；字母A是美术人员（Artists）；字母F是组织人员（Facilitators）；字母U是用户（Users）。不同的颜色、随身物品和犄角等细节可以任意组合，产生更具个性的Konqi。

## 展示

### 钛山版Konqi设计
钛山版的设计全部通过知识共享BY-SA和LGPL进行双重授权。

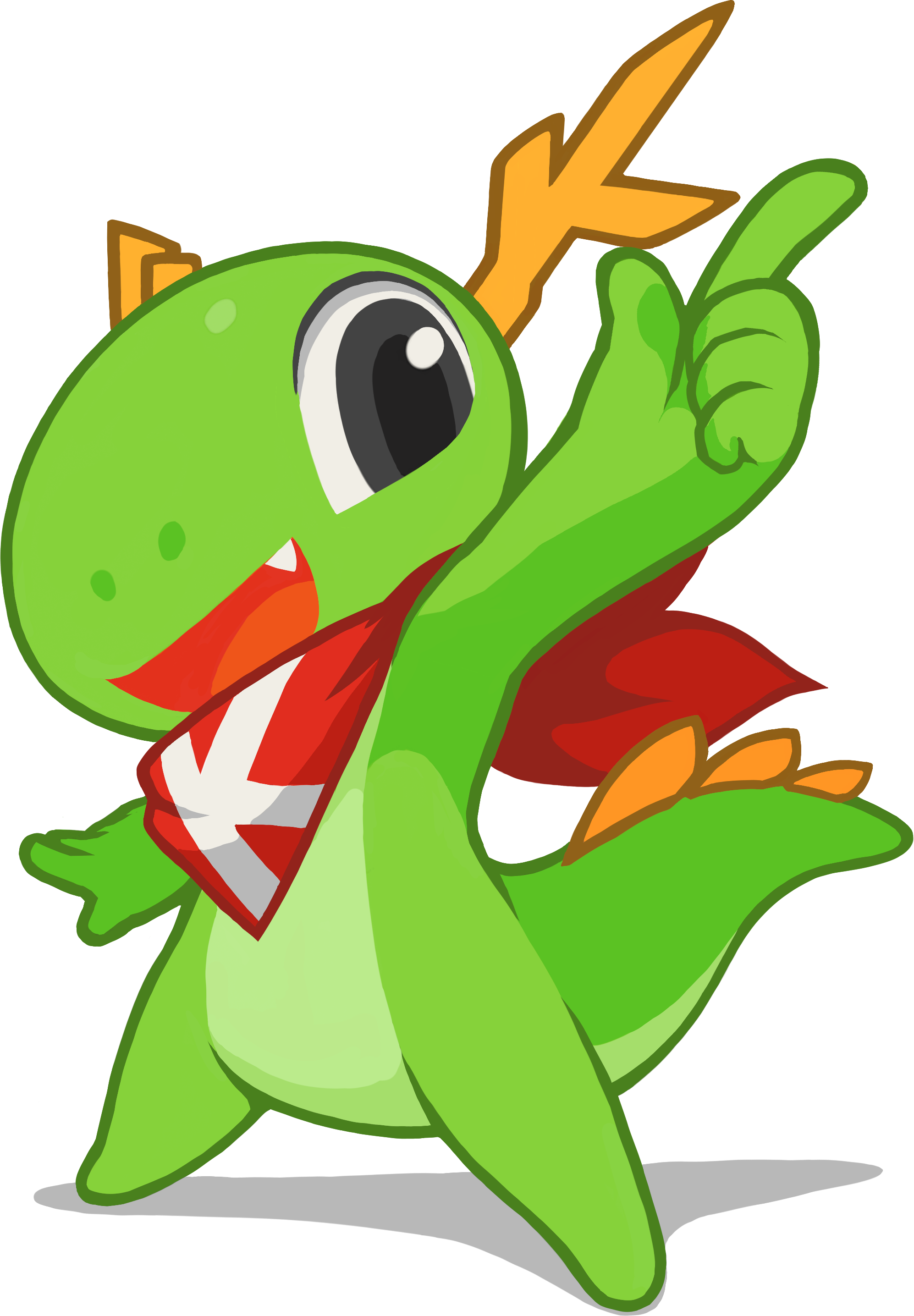
新版设计的核心概念图。
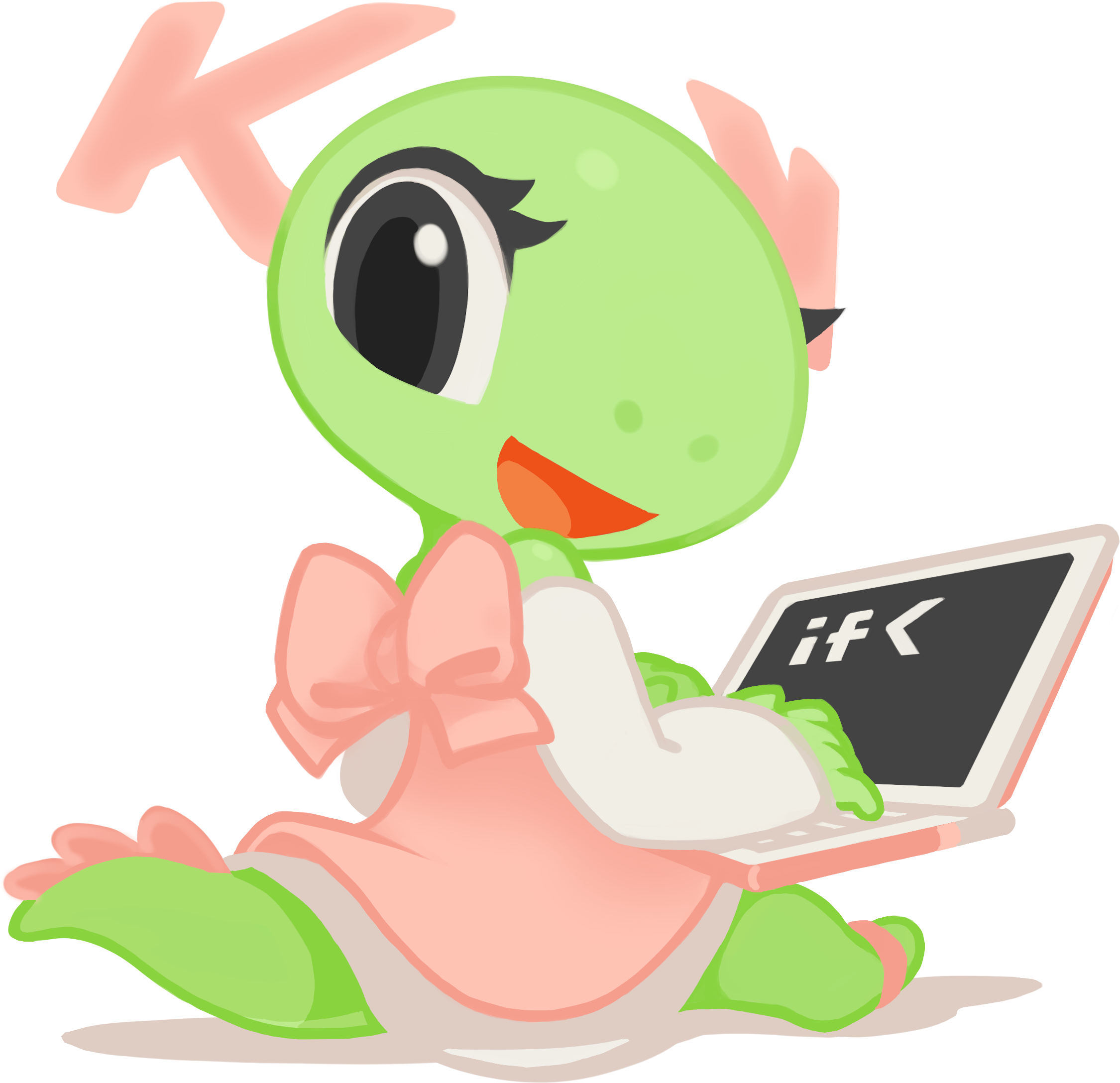
Katie和KDE开发工具软件。
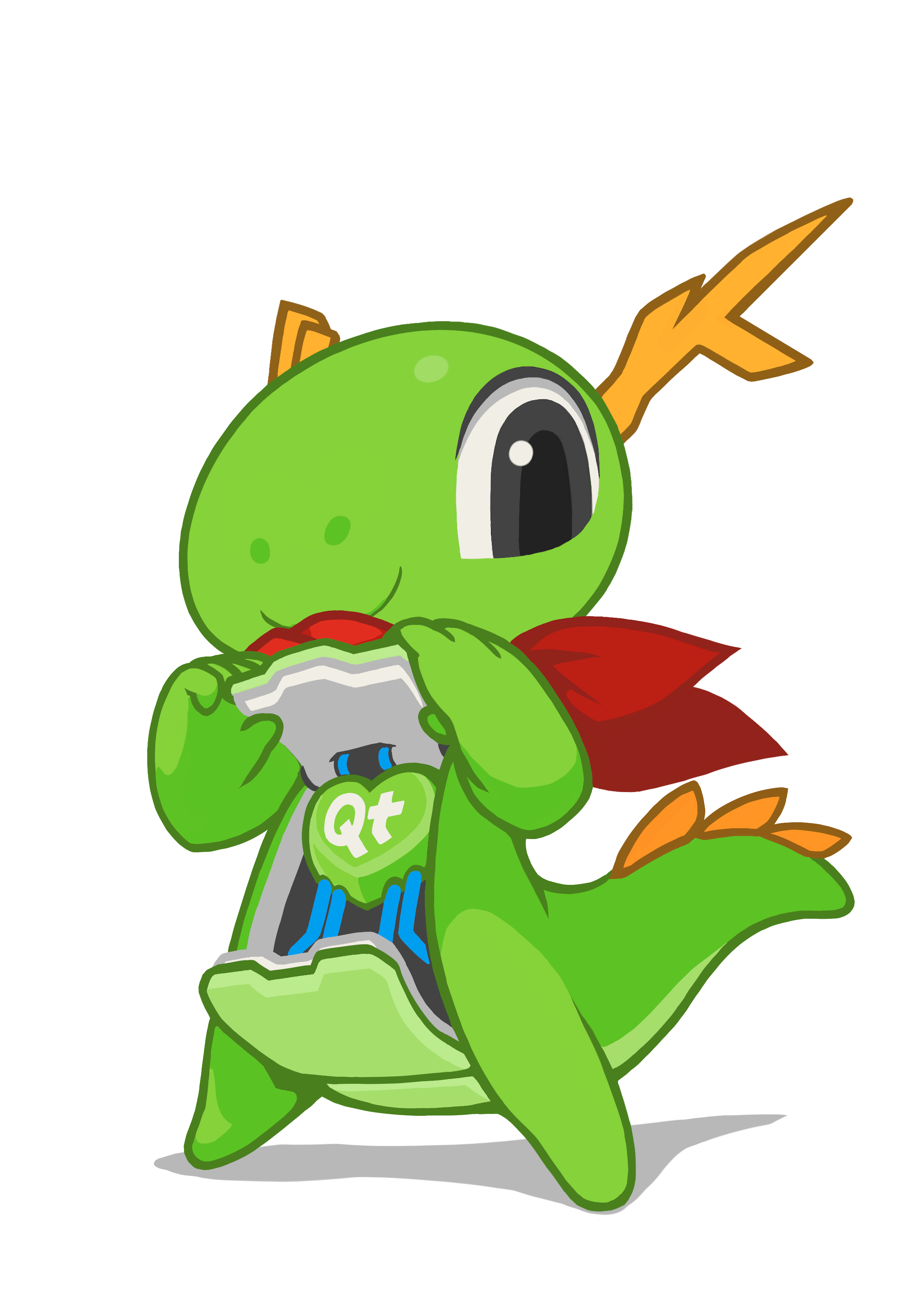
Konqi和Qt环境。
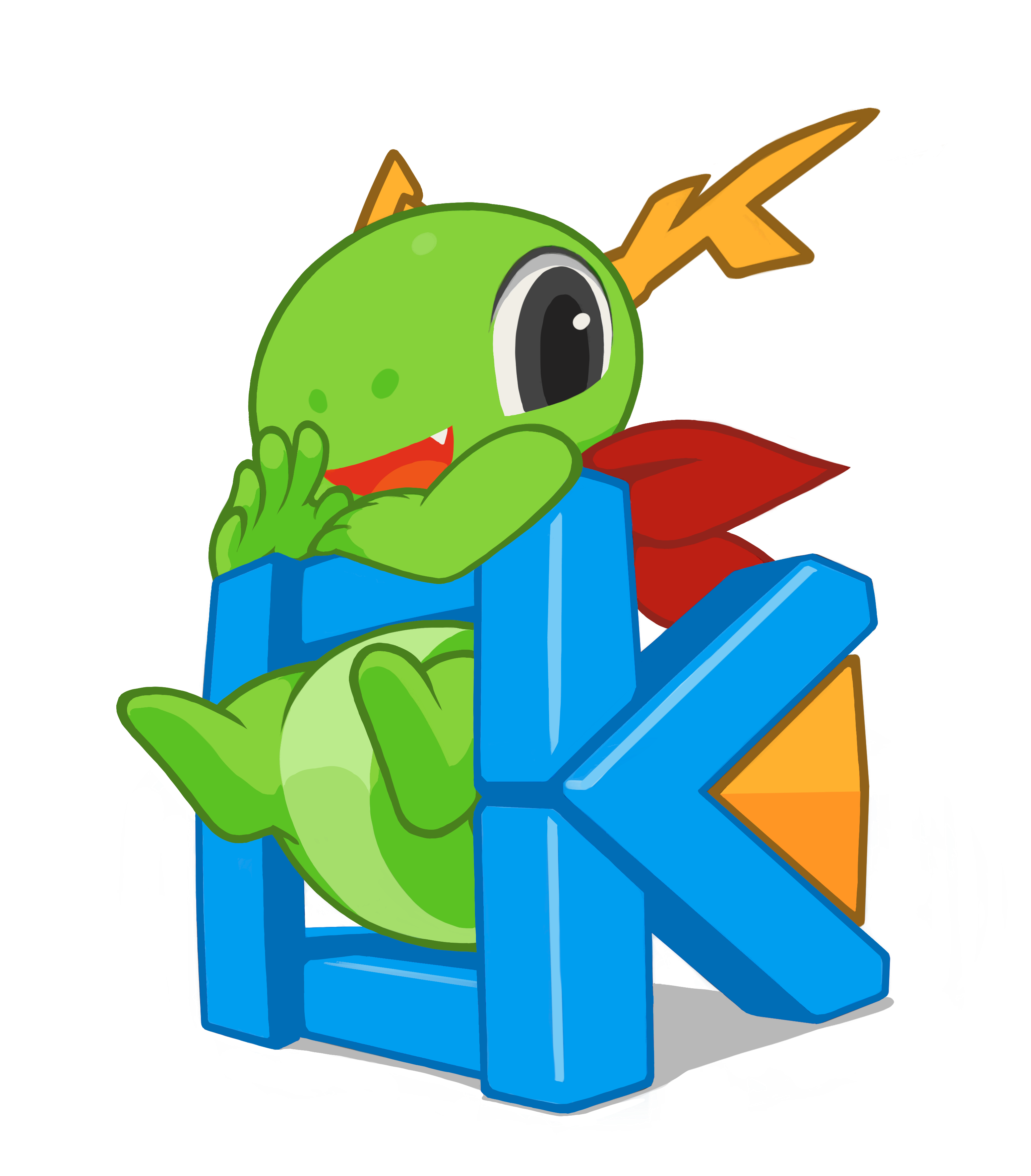
Konqi和KDE软件框架。
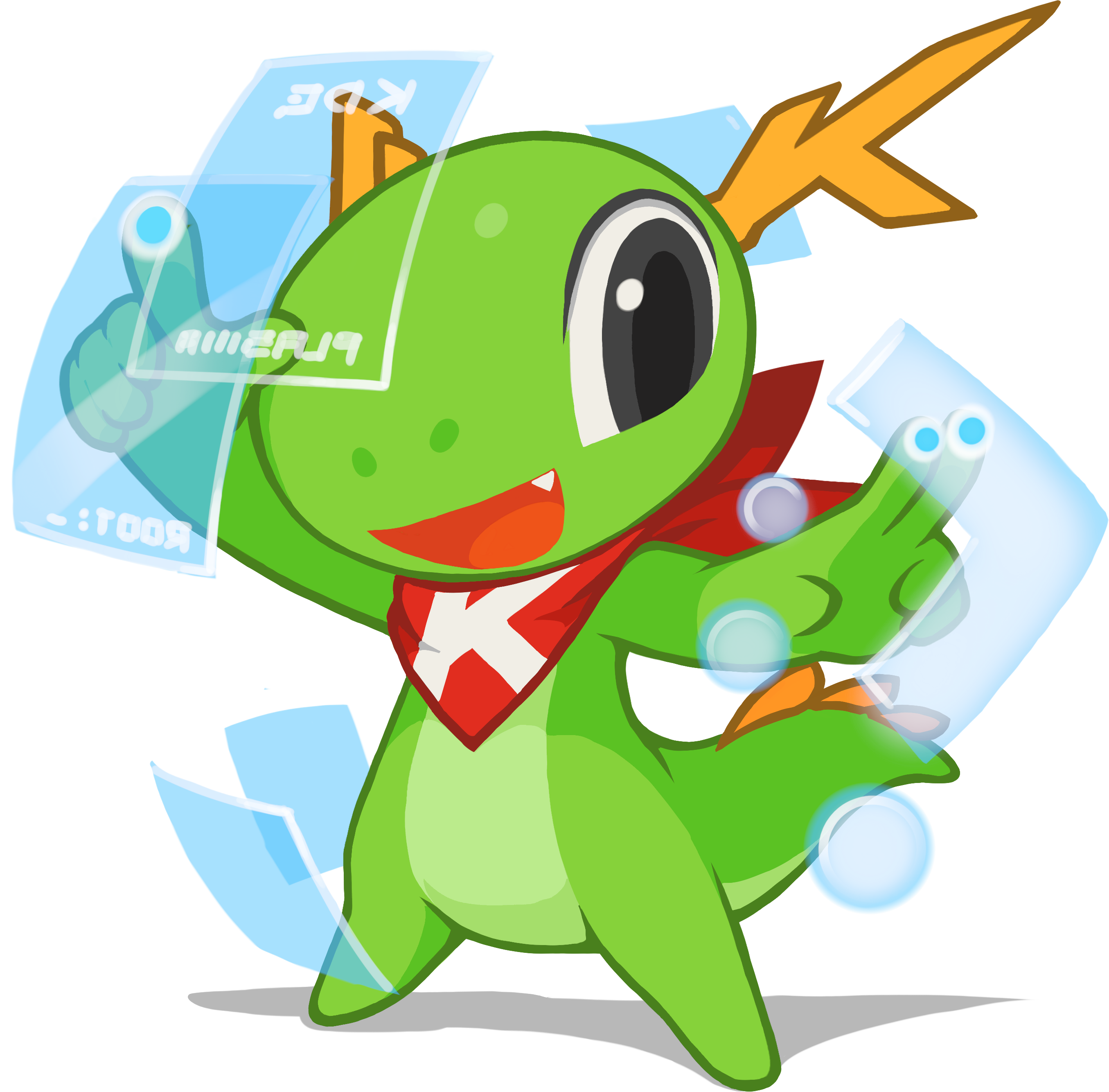
Konqi和KDE Plasma桌面环境。
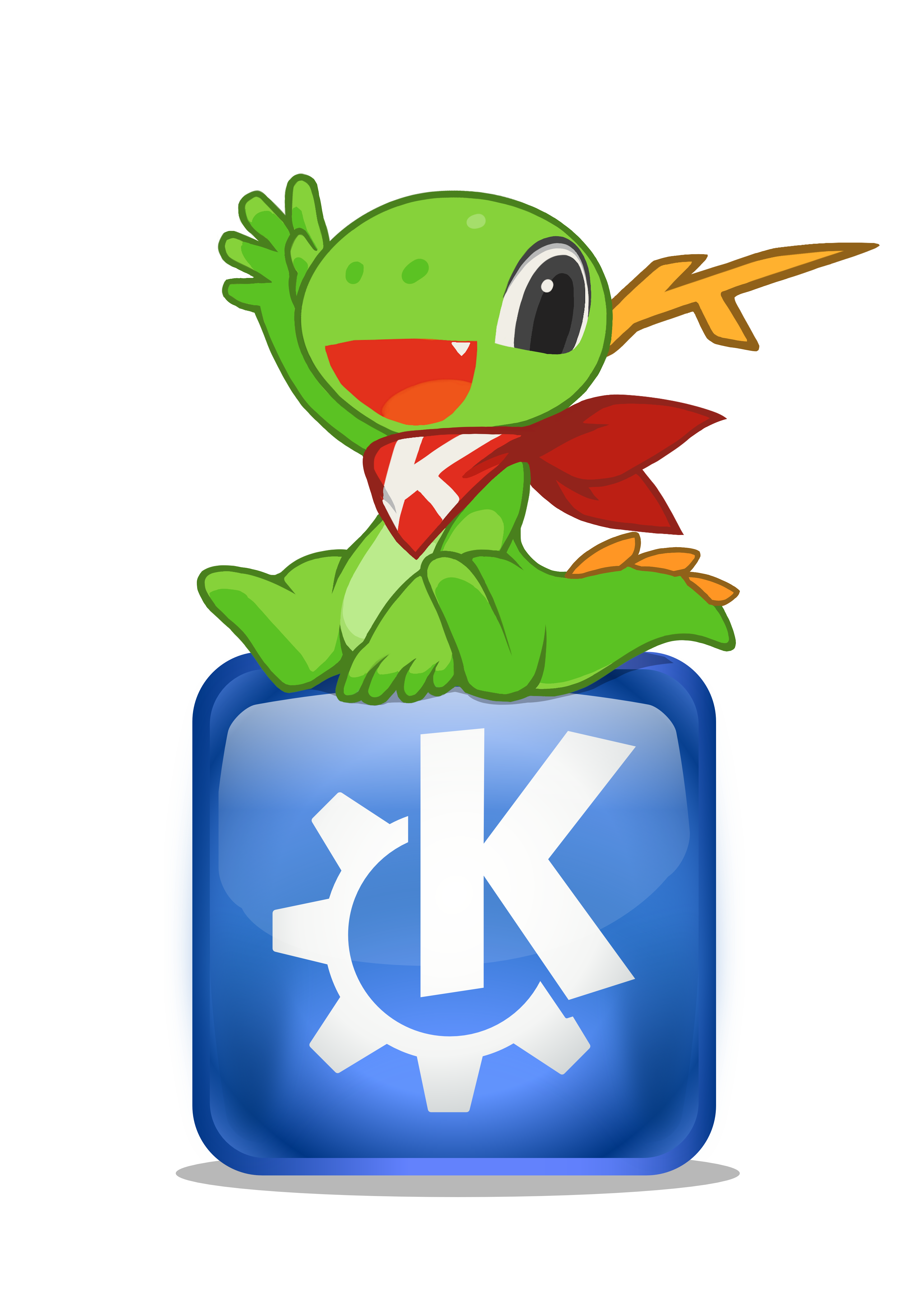
Konqi和KDE的Oxygen版徽标。
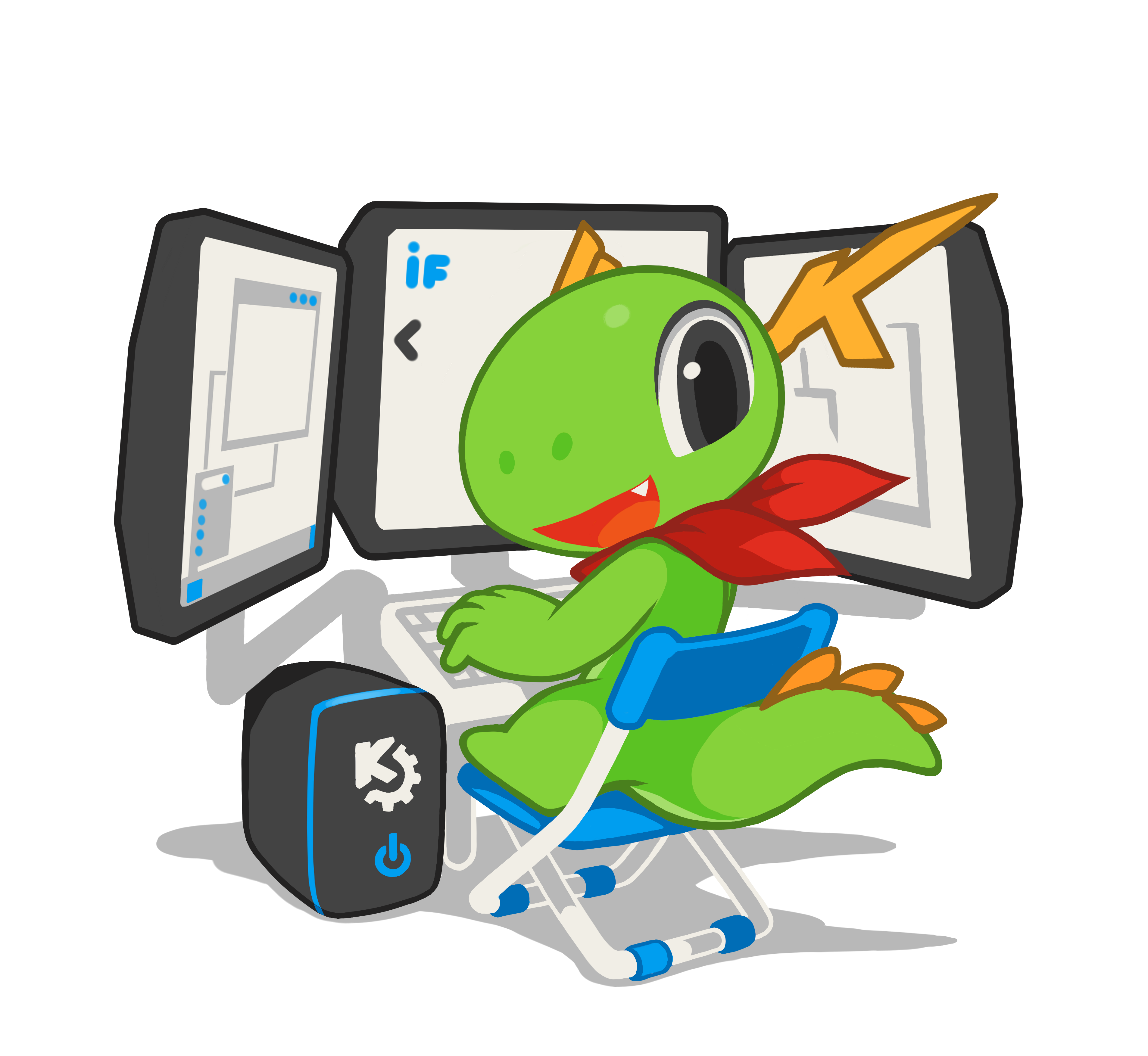
Konqi和KDE开发工具软件。
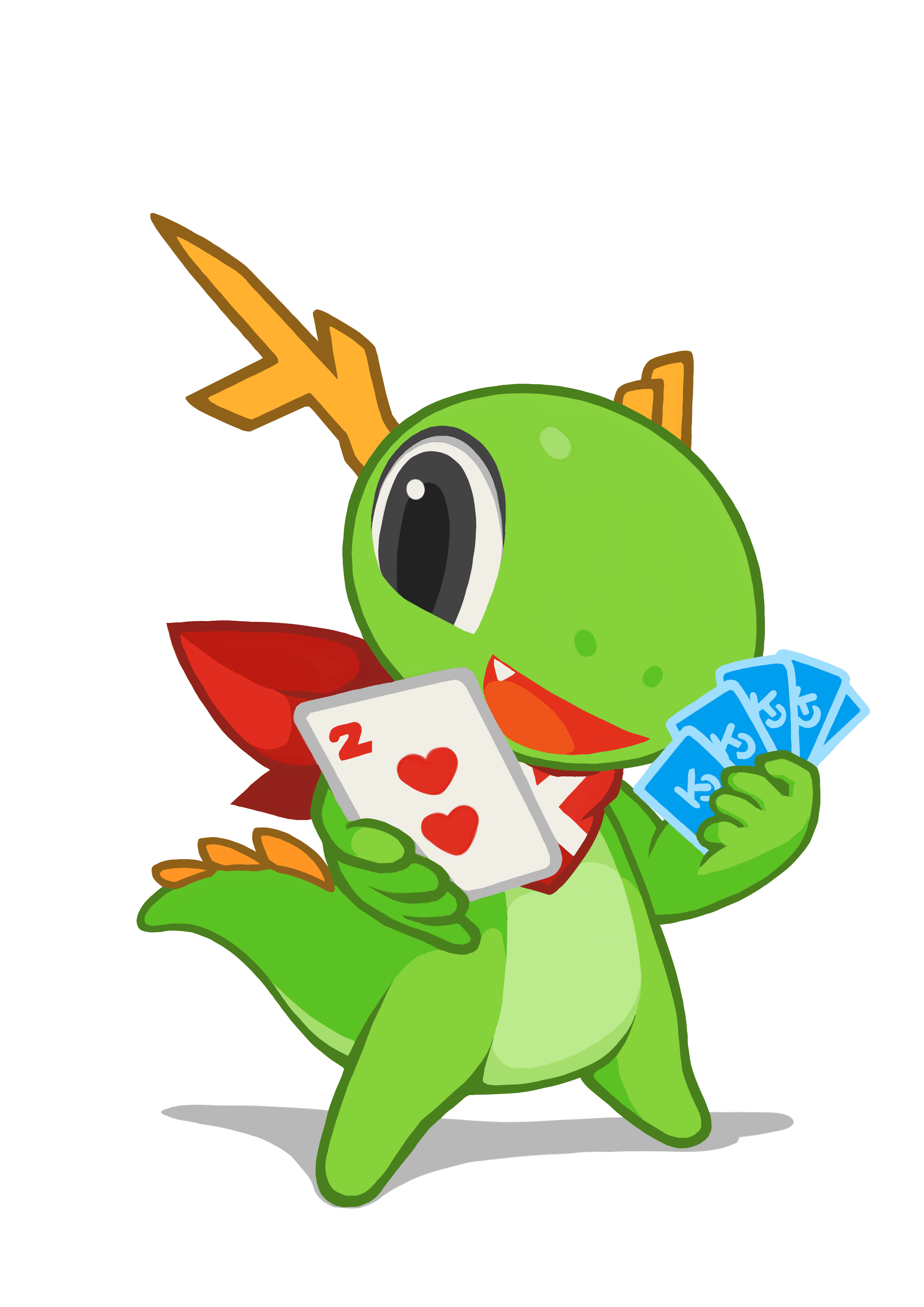
Konqi和游戏软件。
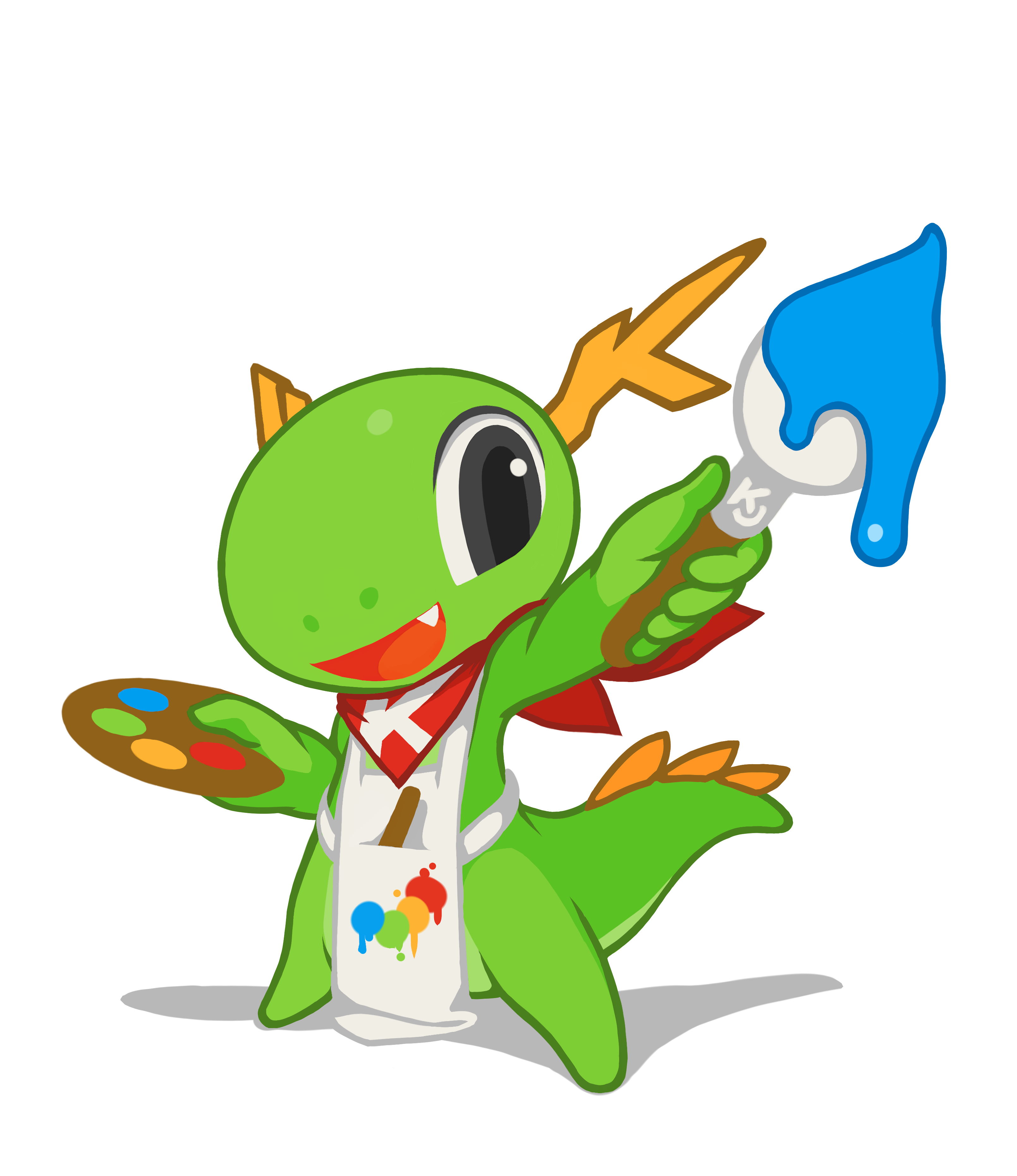
Konqi和图形软件。
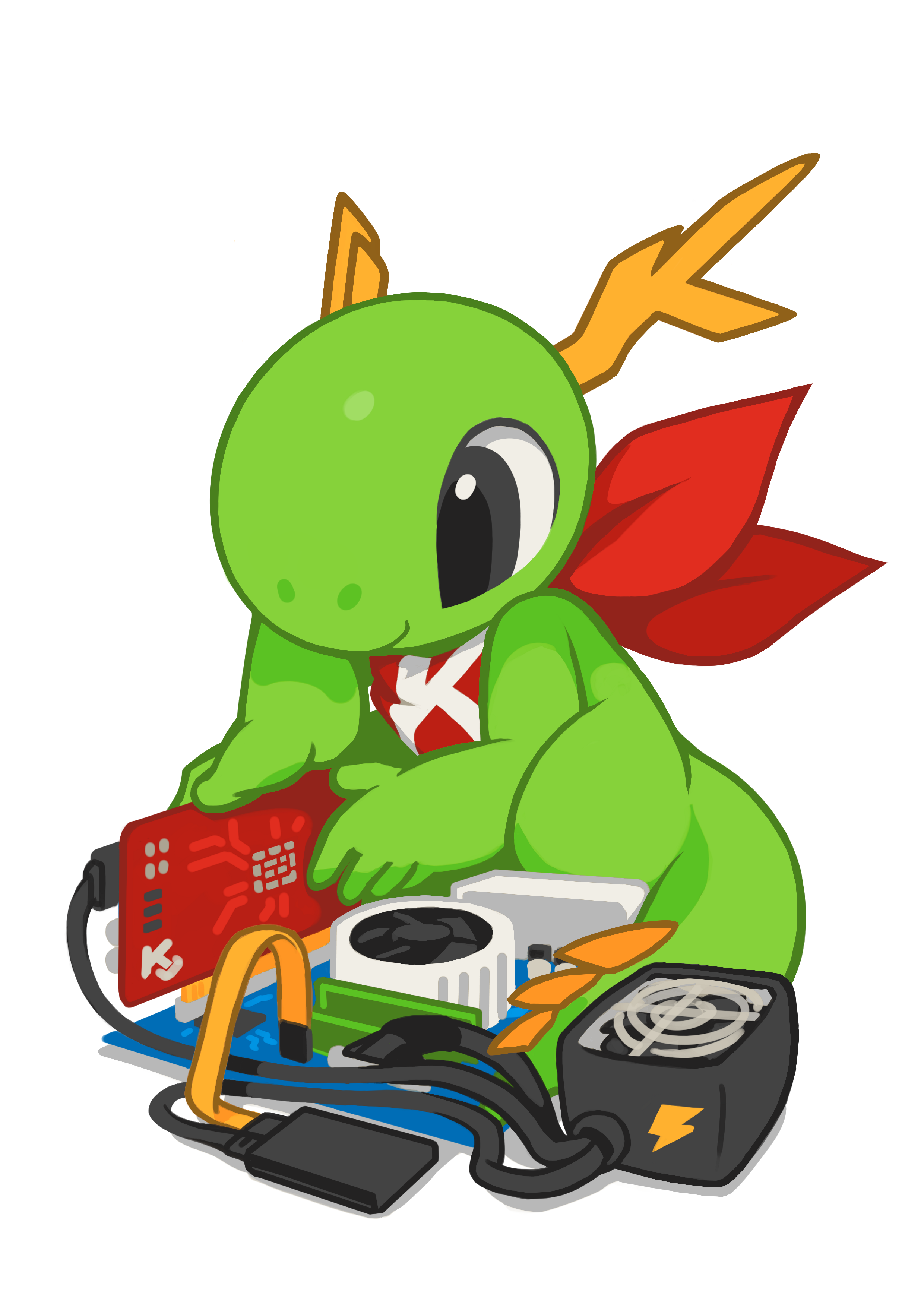
Konqi和硬件相关的软件。
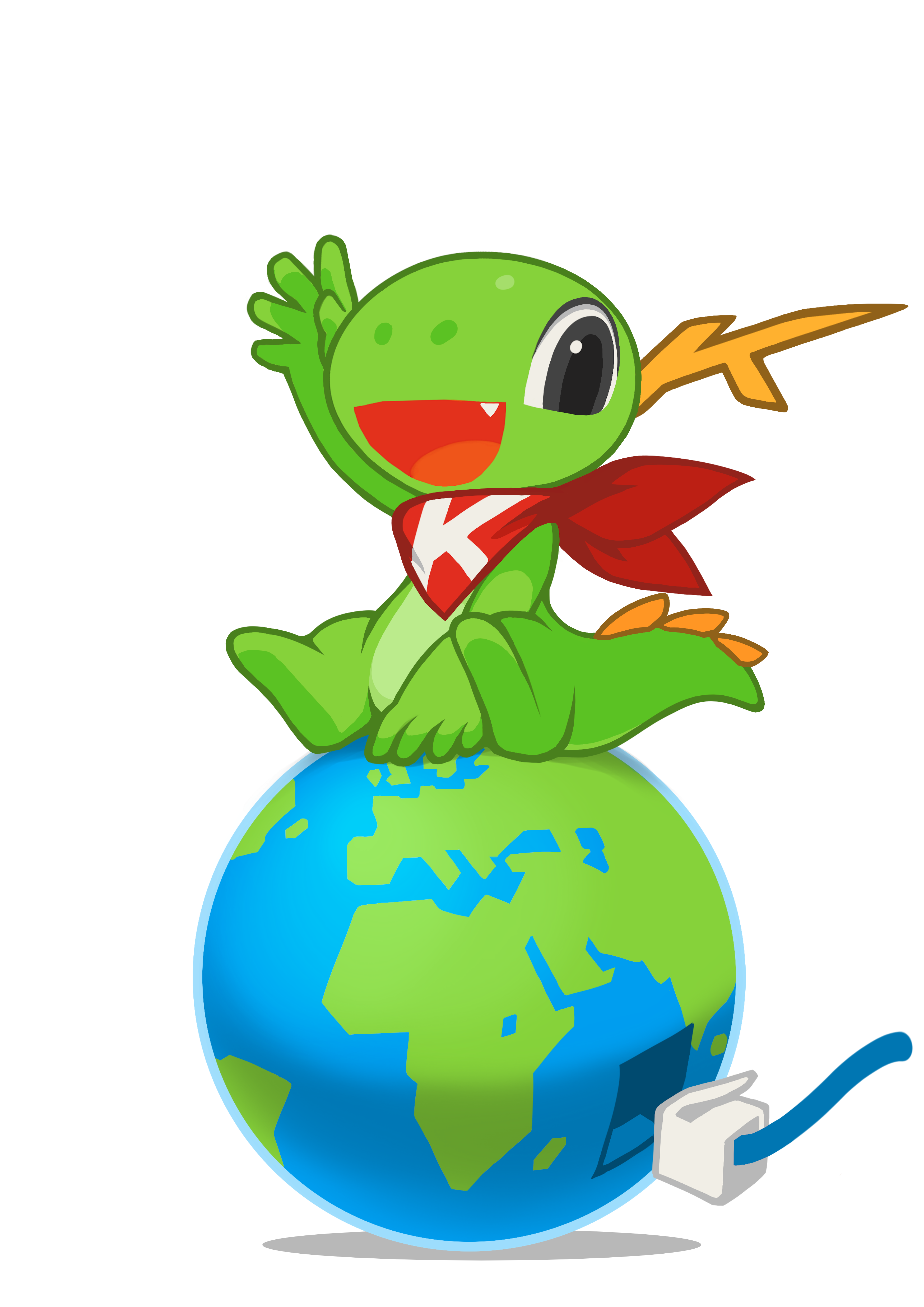
Konqi和网络软件。
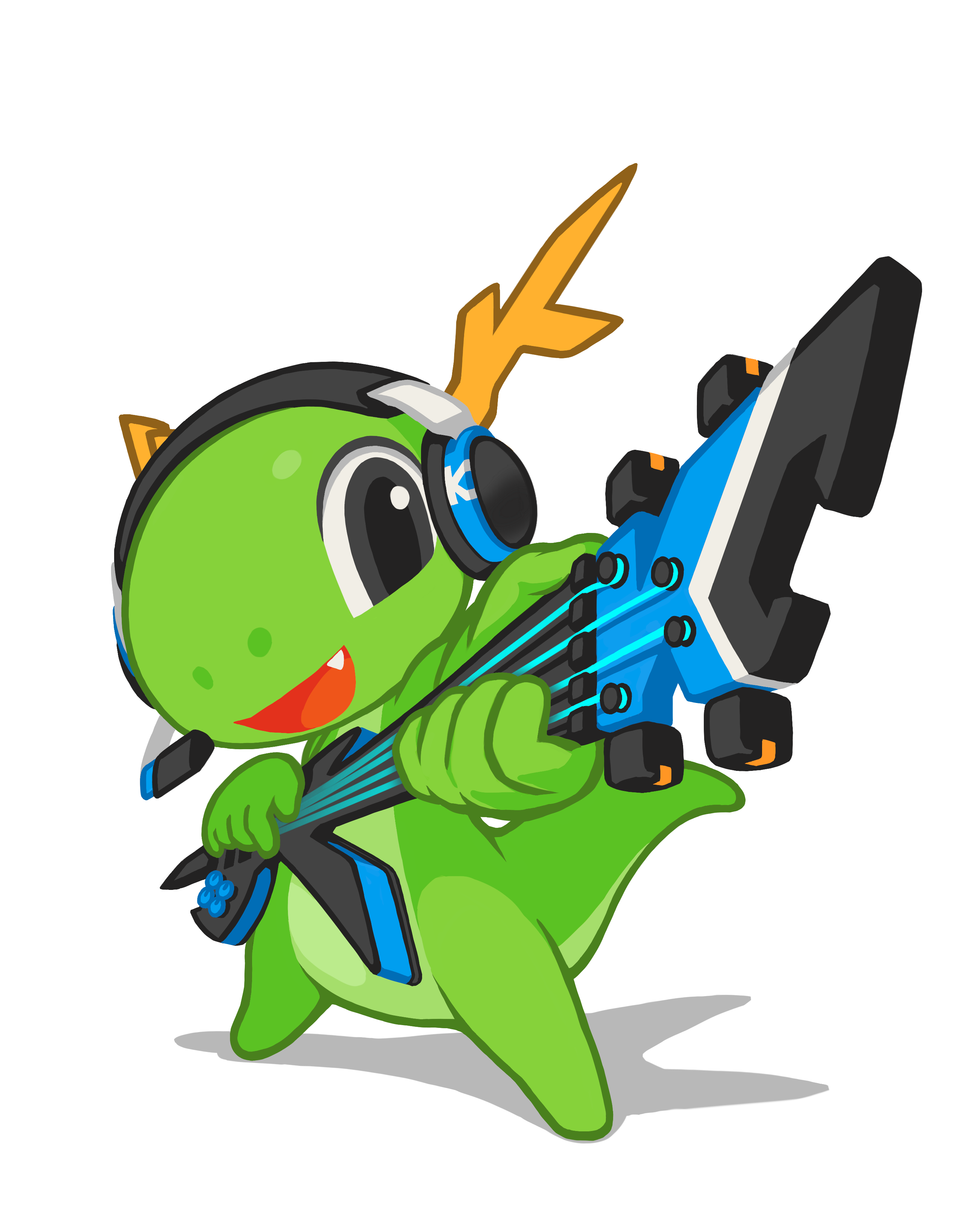
Konqi和音乐及其他多媒体软件。
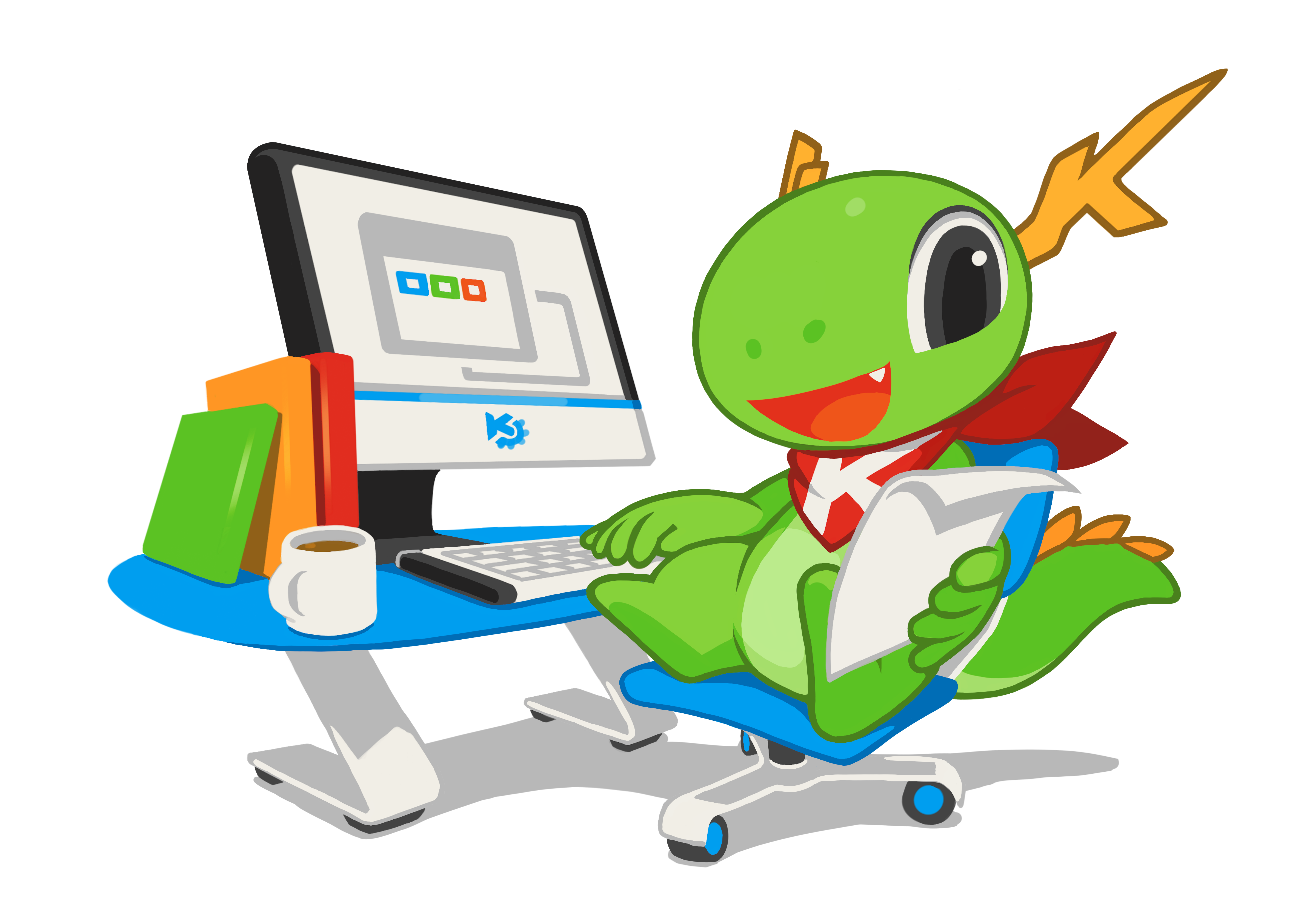
Konqi和办公室生产力软件。
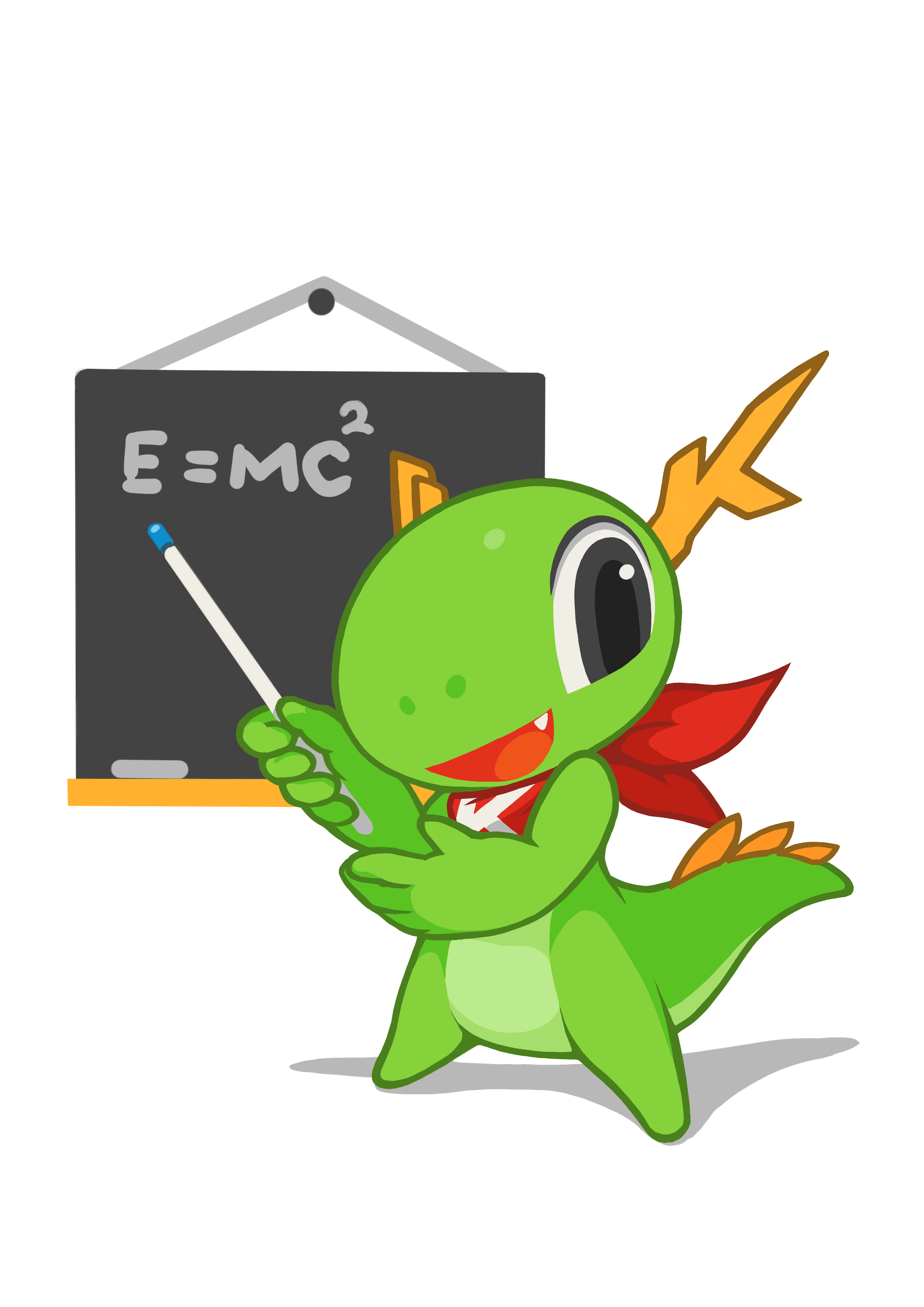
Konqi和演示及教育软件。
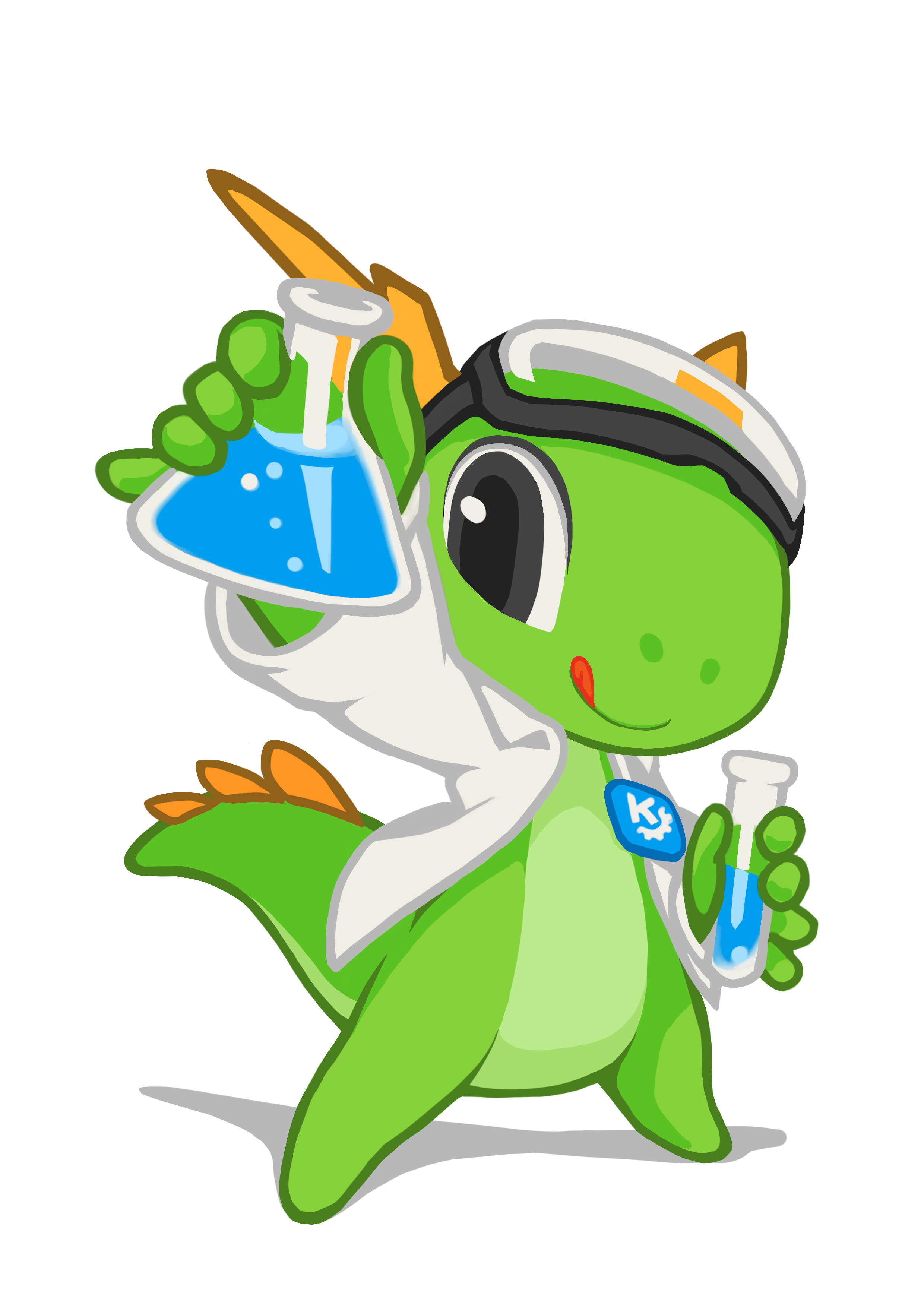
Konqi和科研及实验性软件。
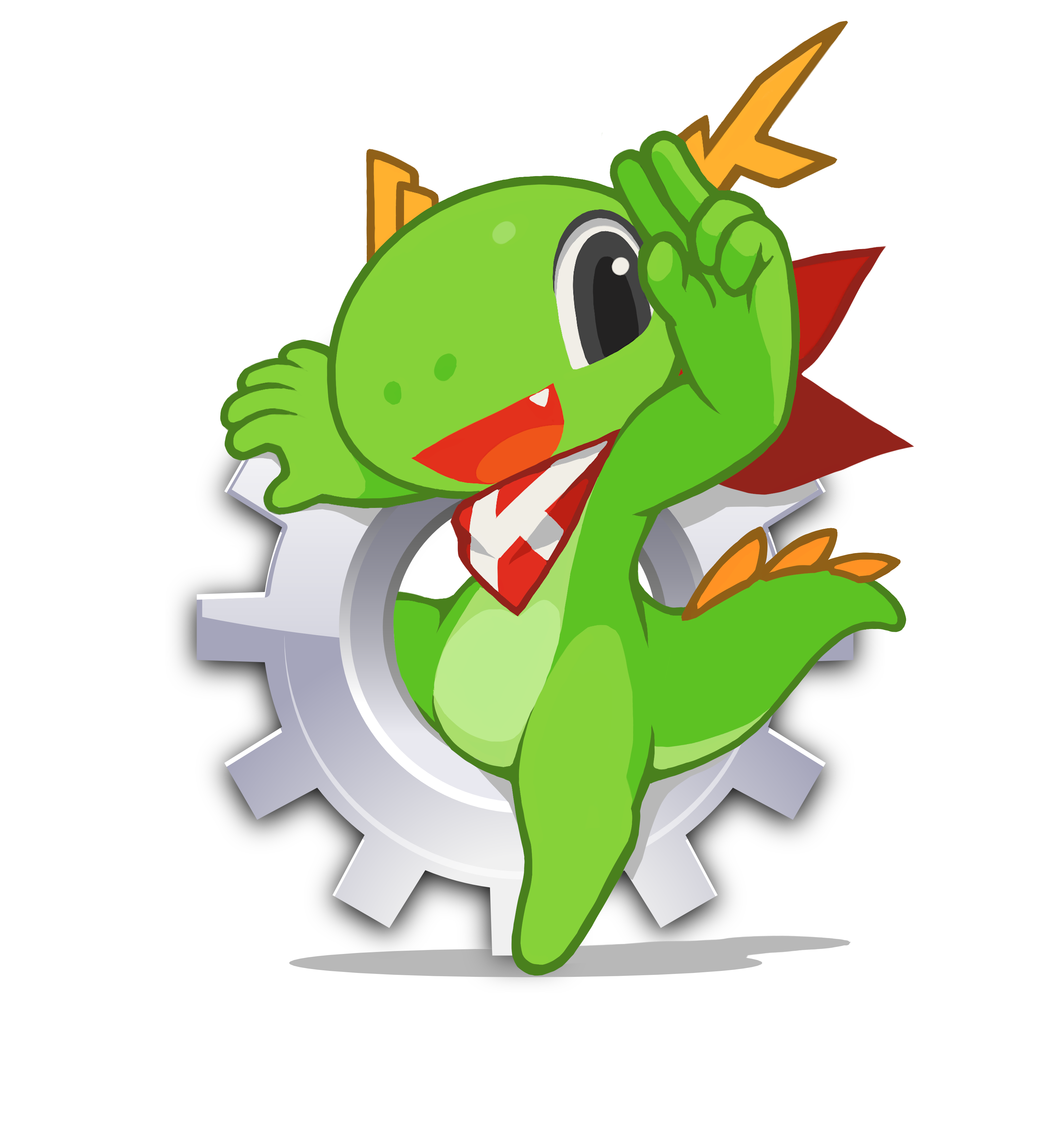
Konqi和KDE系统设置。
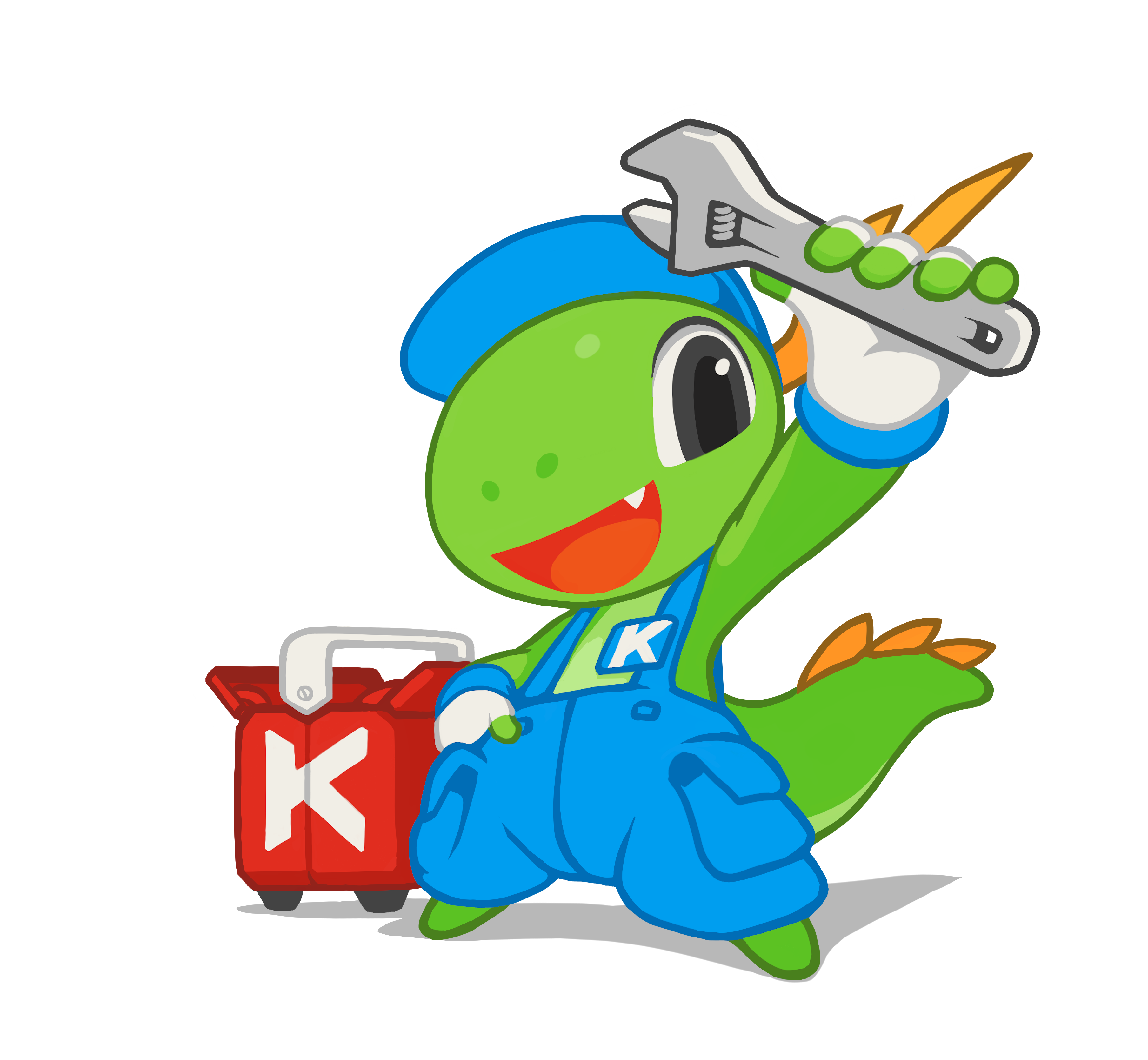
Konqi和其他工具软件。
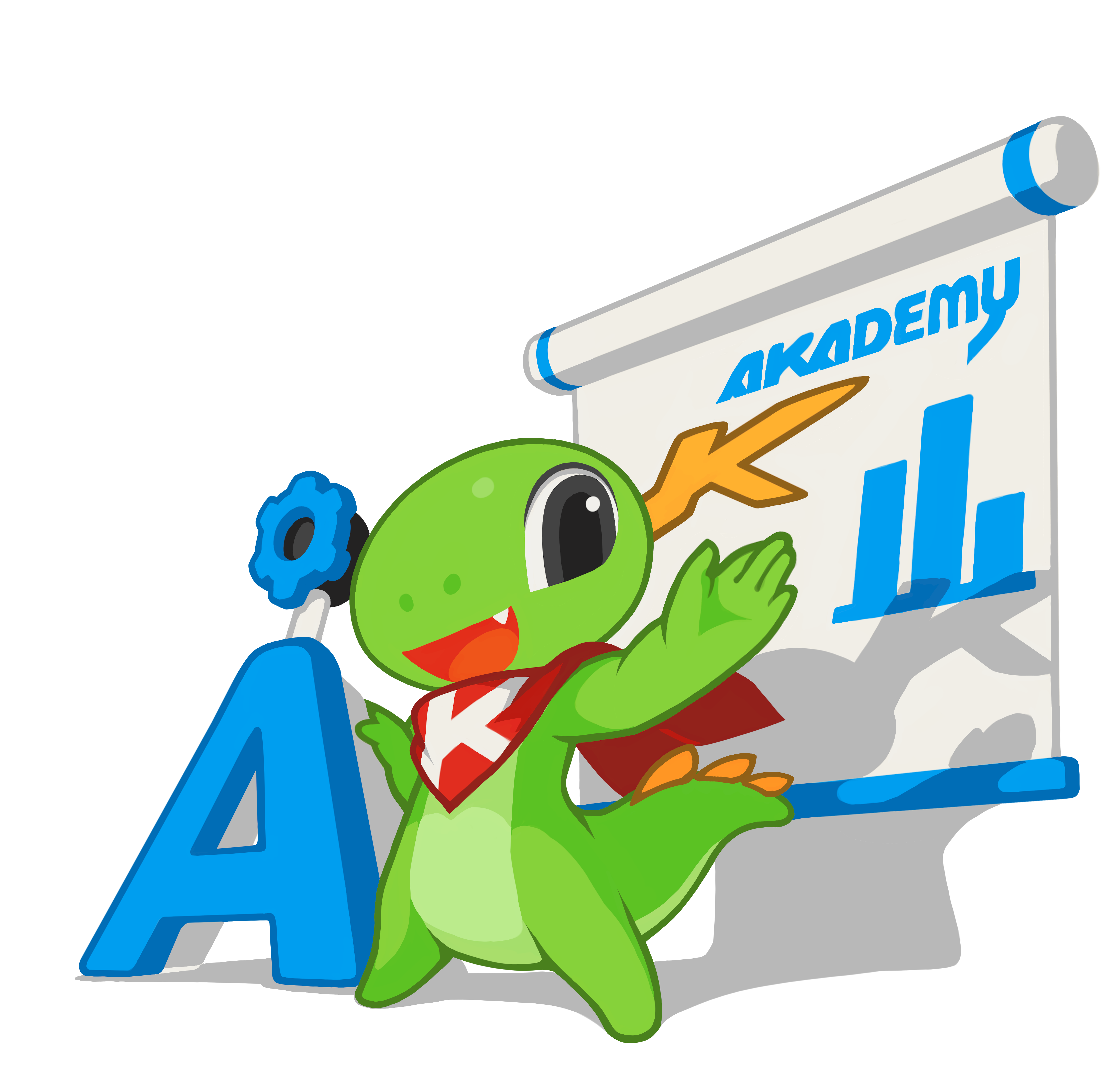
Konqi和KDE Akademy活动。
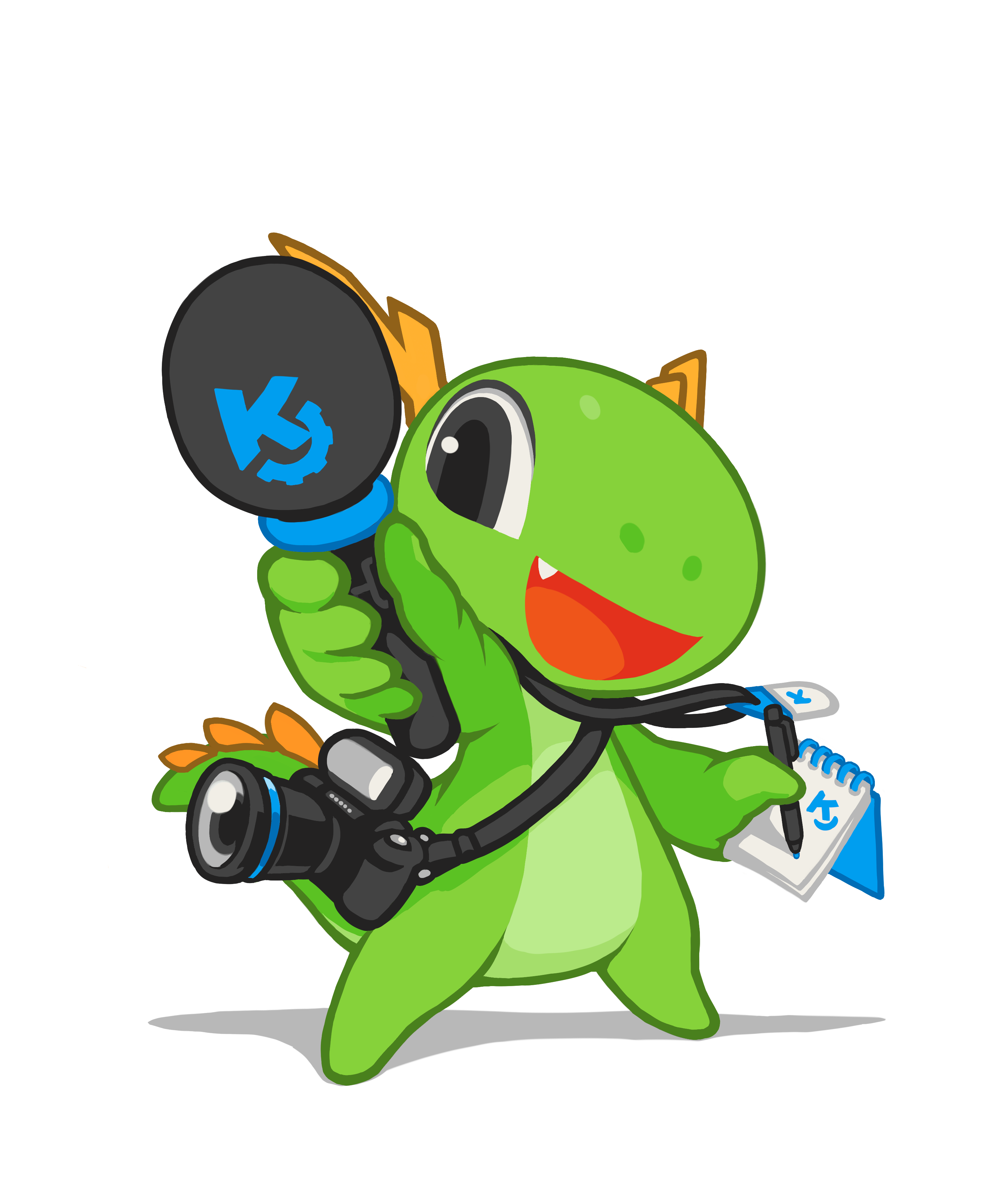
Konqi和记者采访。
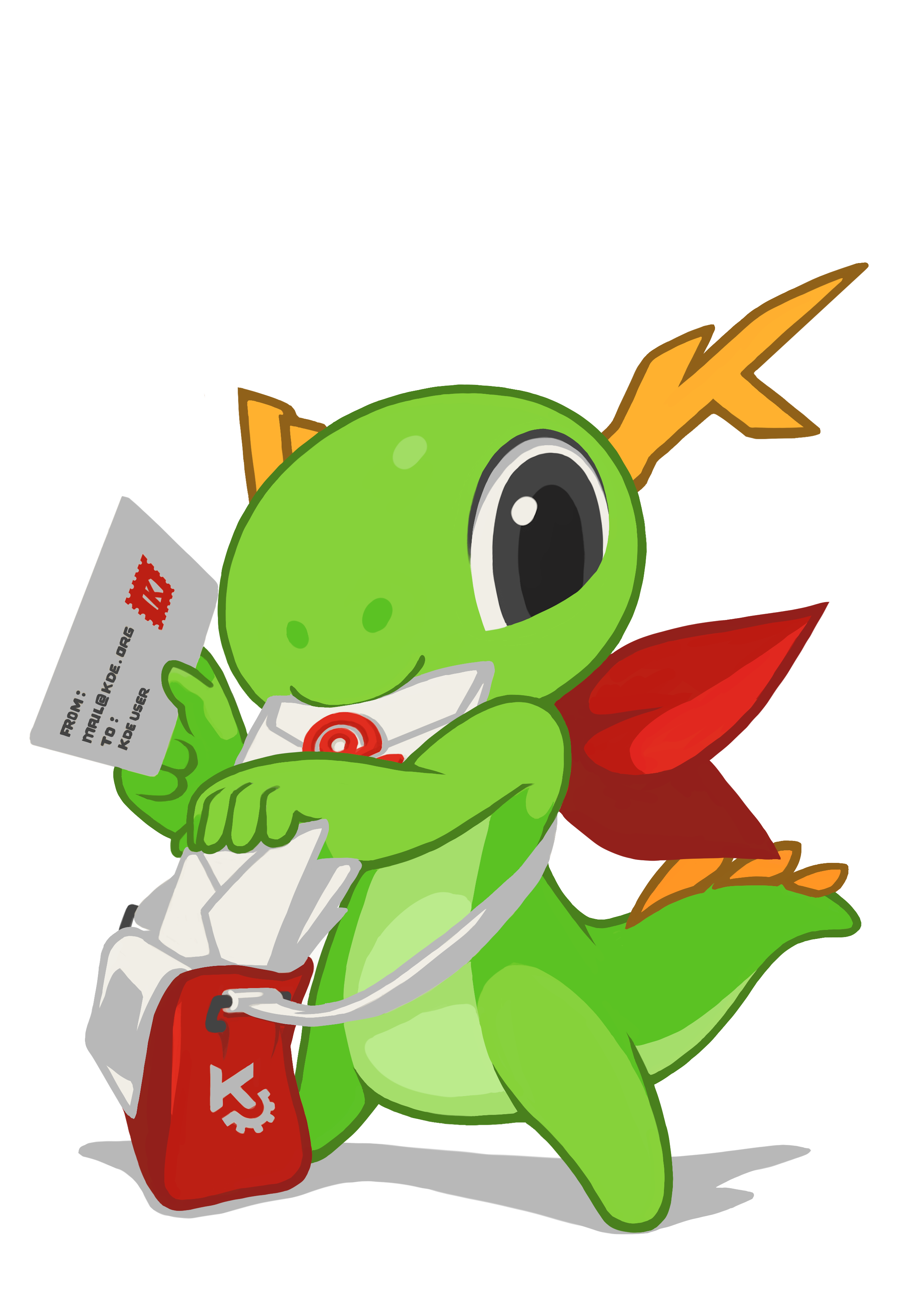
Konqi和邮件列表。
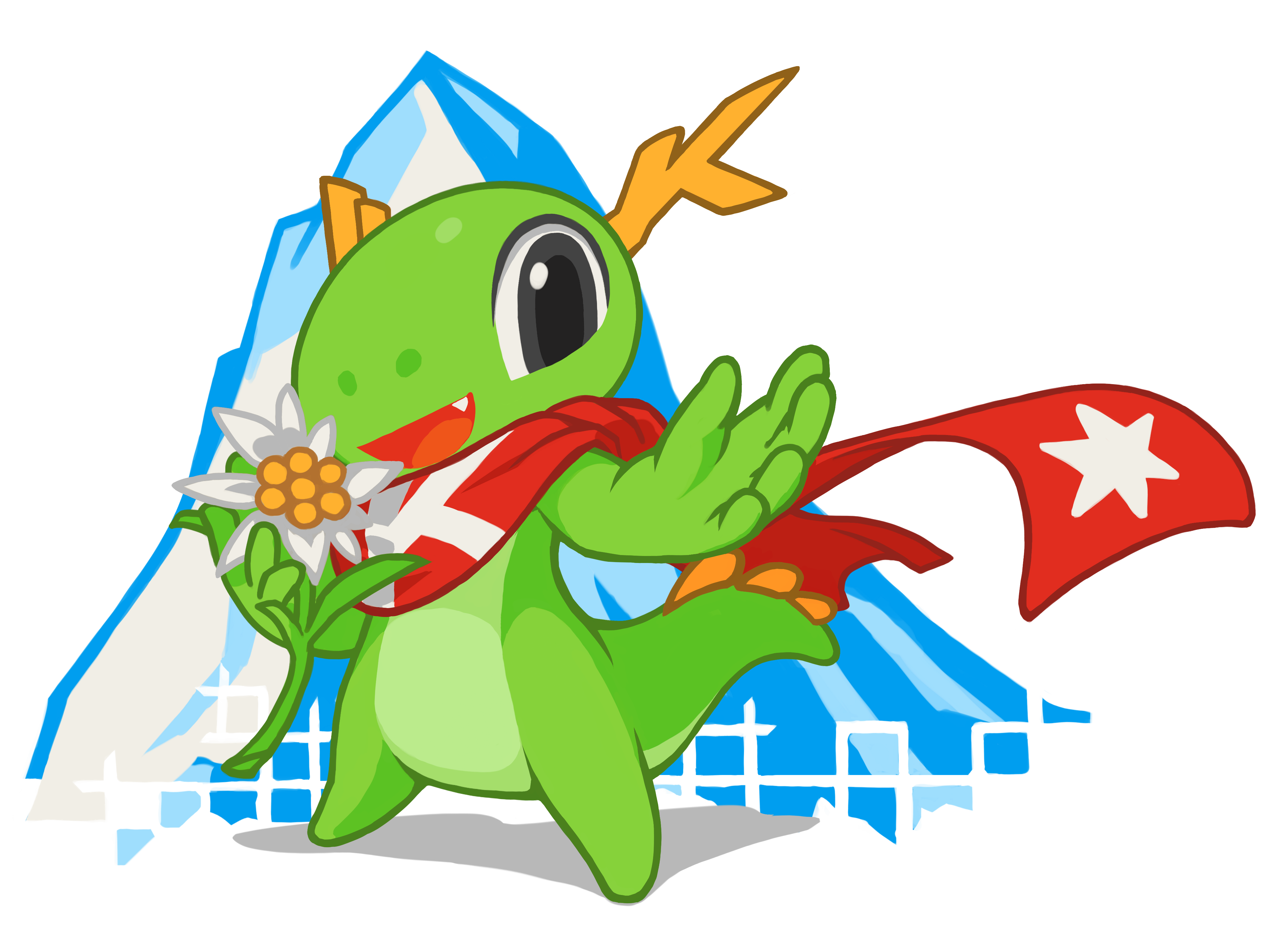
Konqi和KDE Randa会议活动。
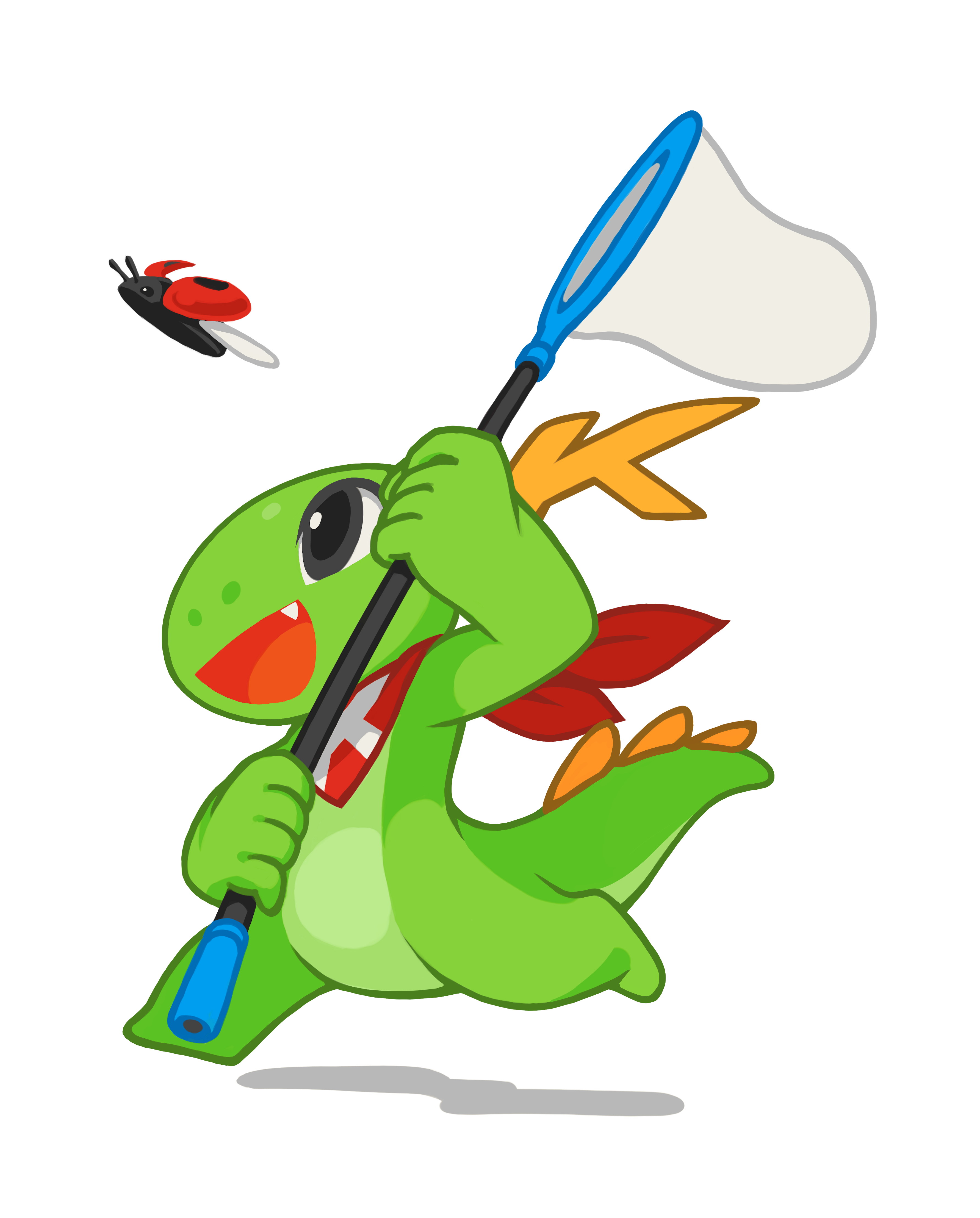
Konqi和软件问题报告。
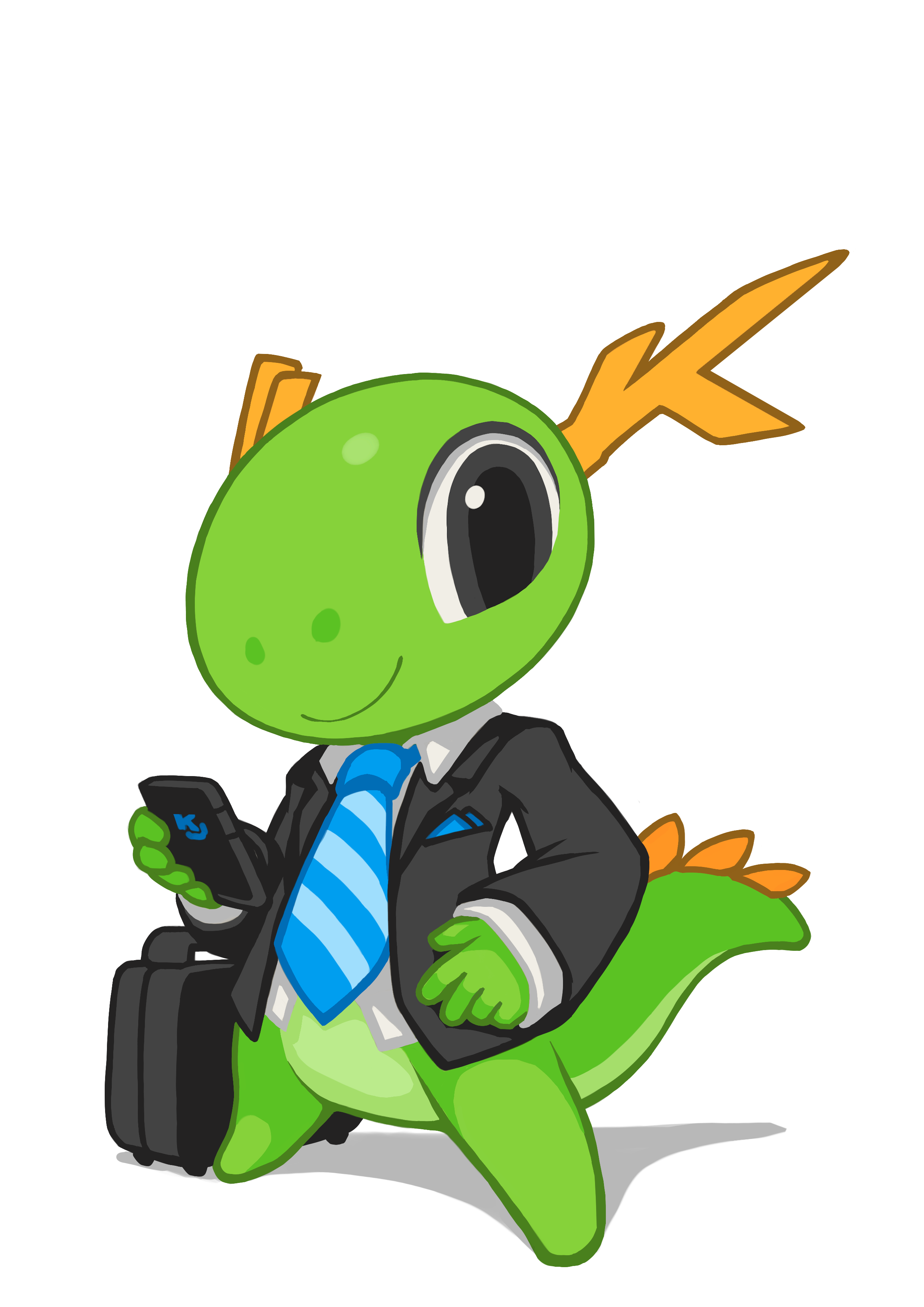
Konqi和商业活动。
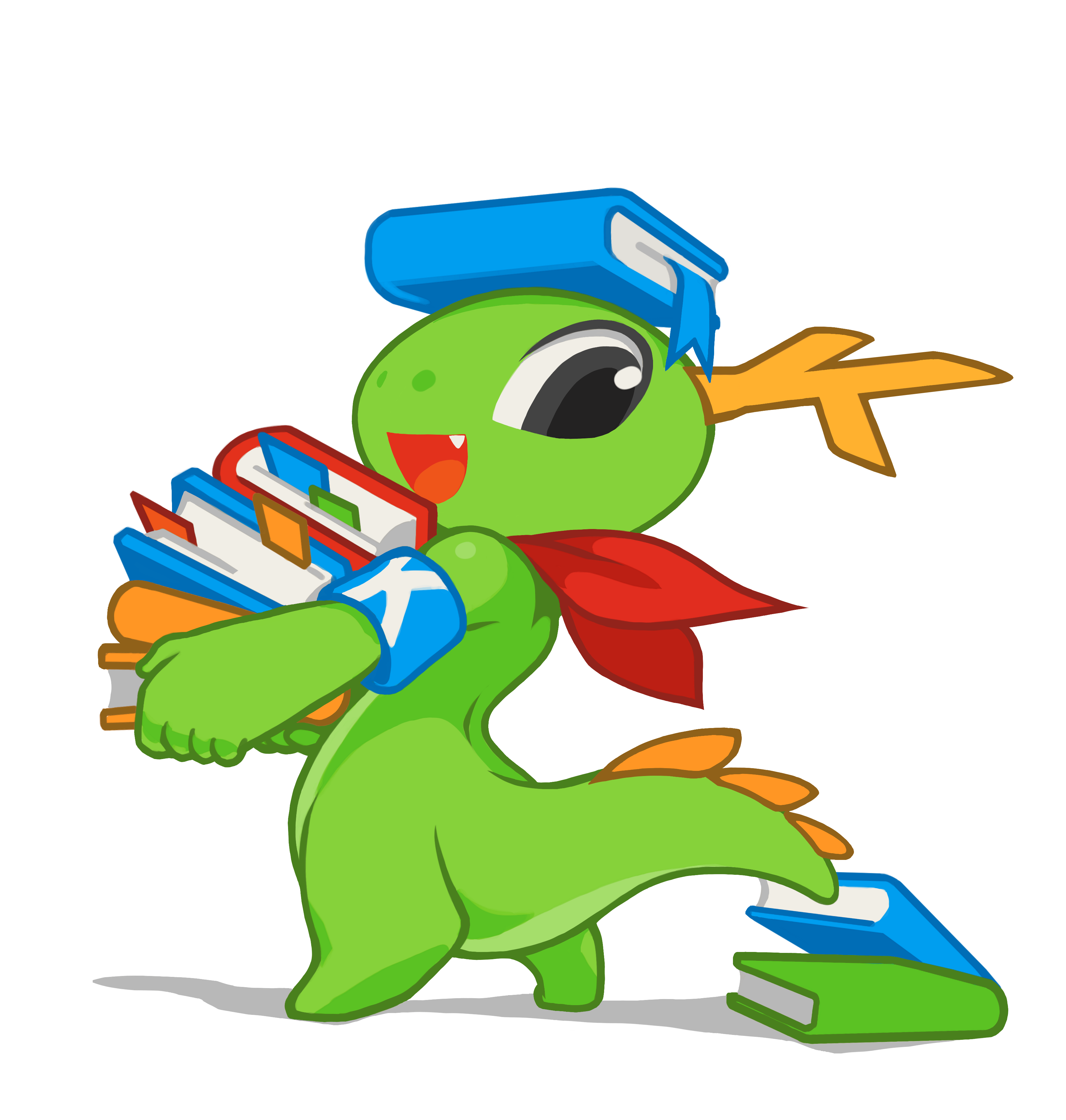
Konqi和帮助及其他文档。
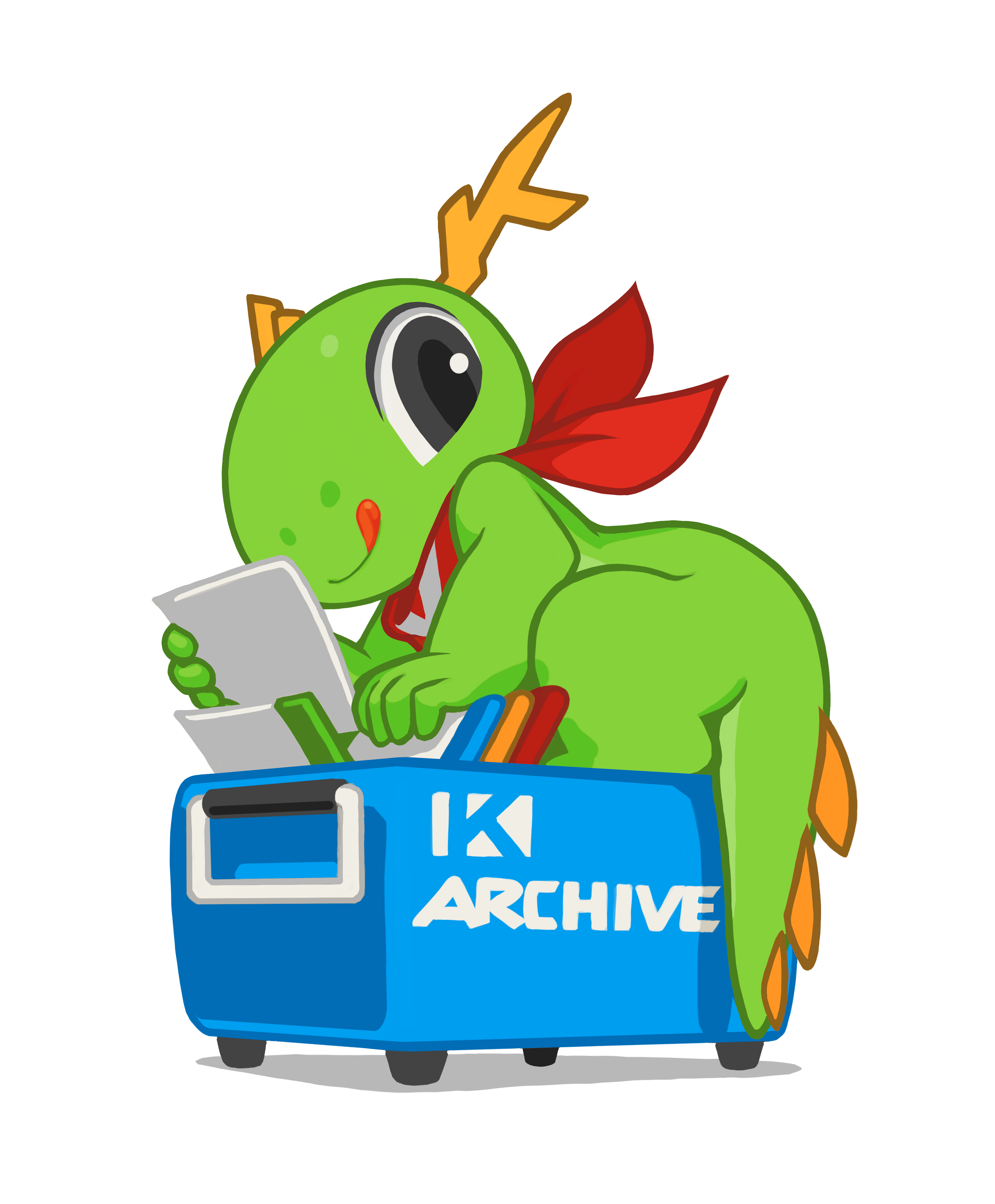
Konqi和搜索及资料归档。
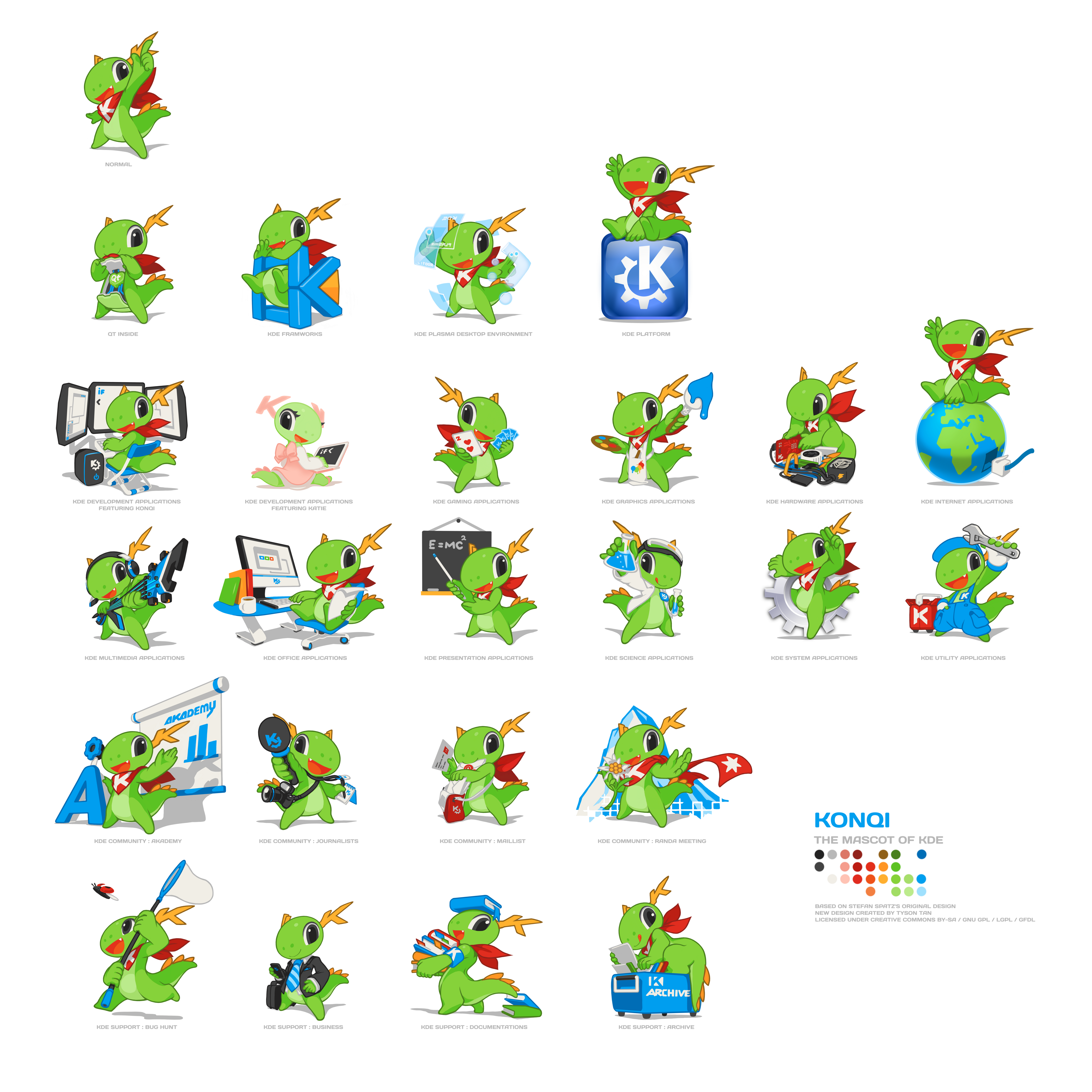
新版Konqi的全部设计集合。
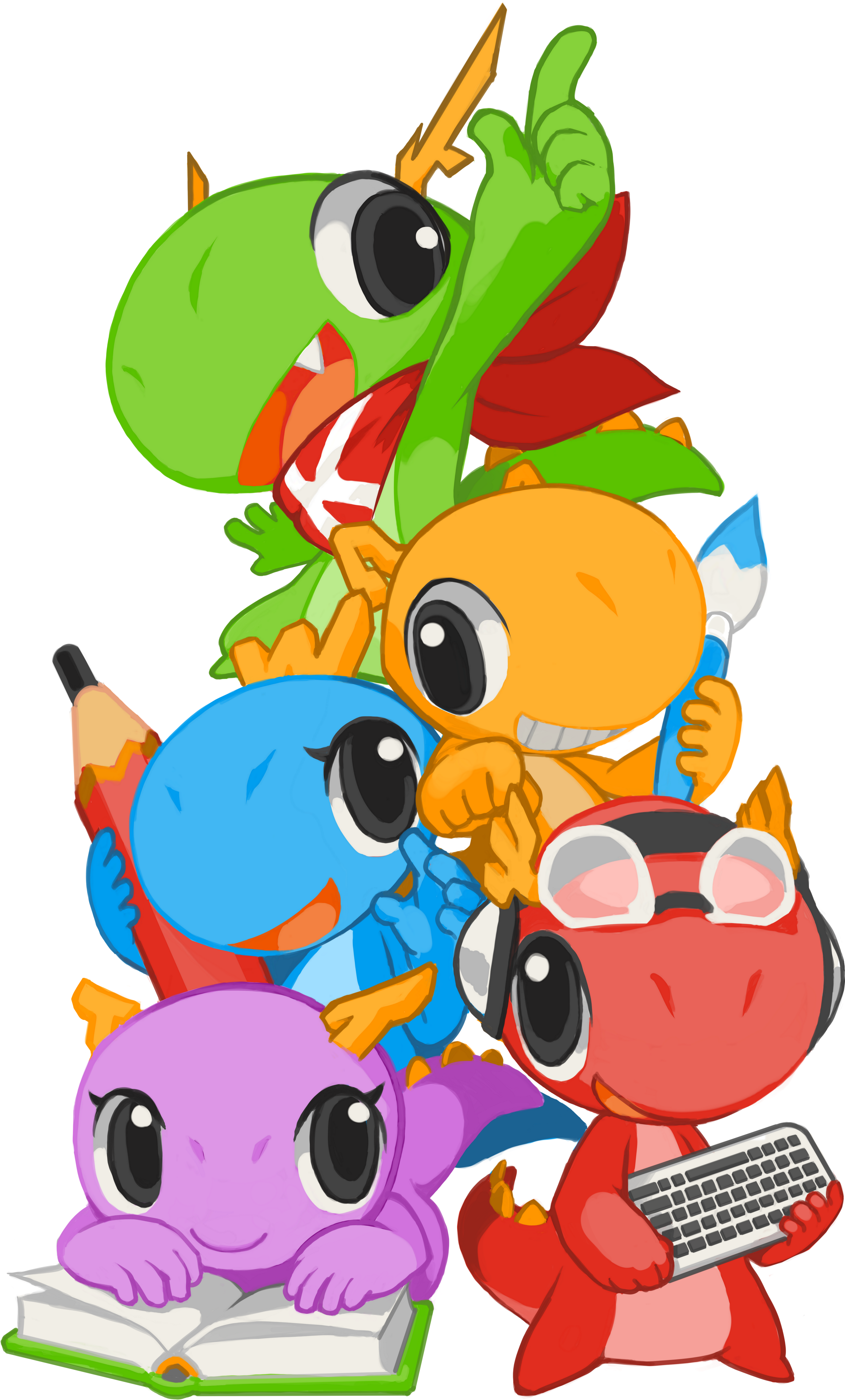
Konqi和他五彩缤纷的伙伴们，曾被短暂用于KDE版本5.x的版本对话框。
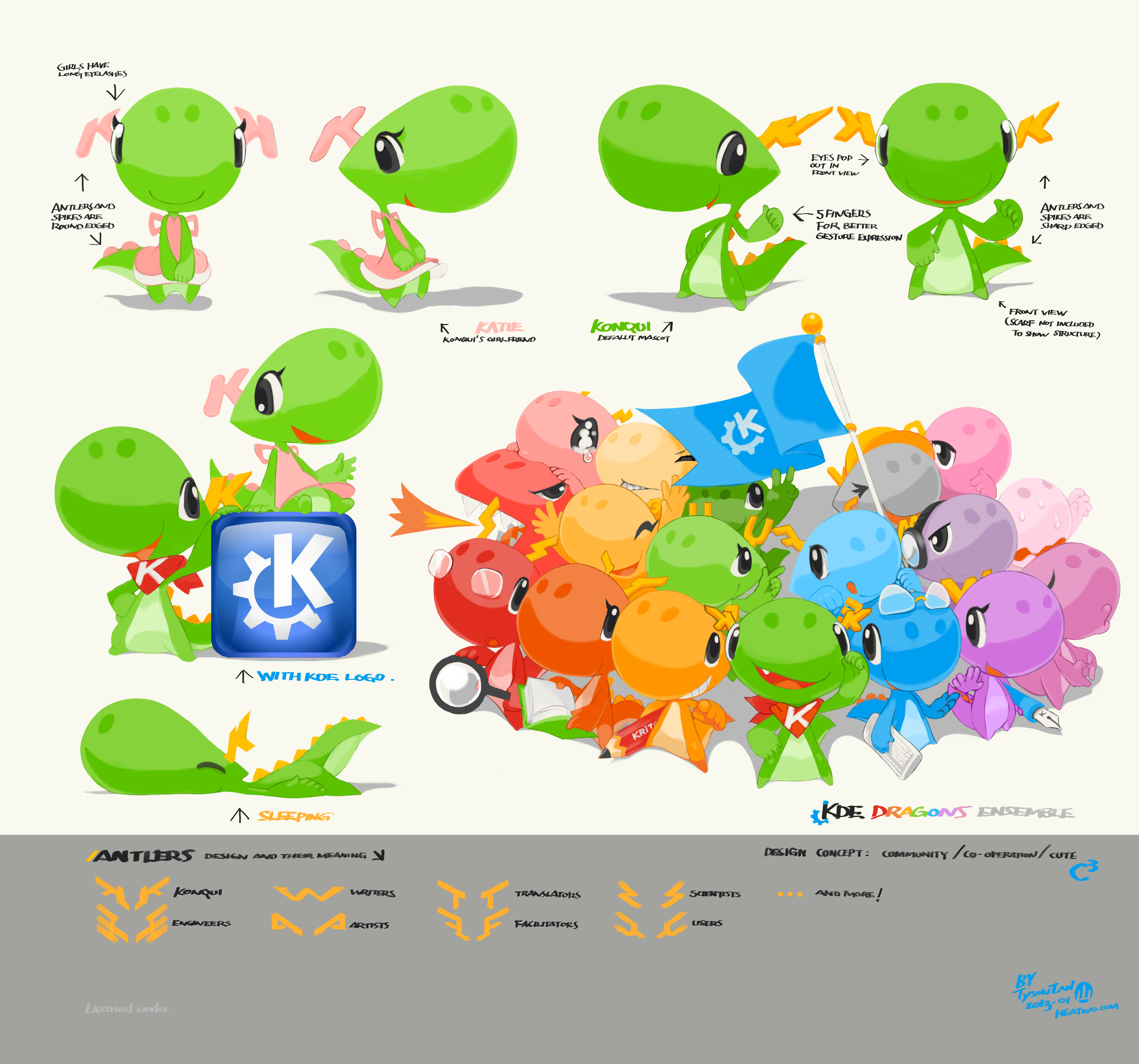
钛山在Konqi重新设计大赛时投稿的原图，画有各种颜色不同，职业不同，随身物品和犄角不同的Konqi。

### Stefan Spatz版前代设计

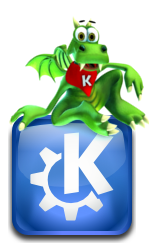
Stefan Spatz版的前代Konqi。
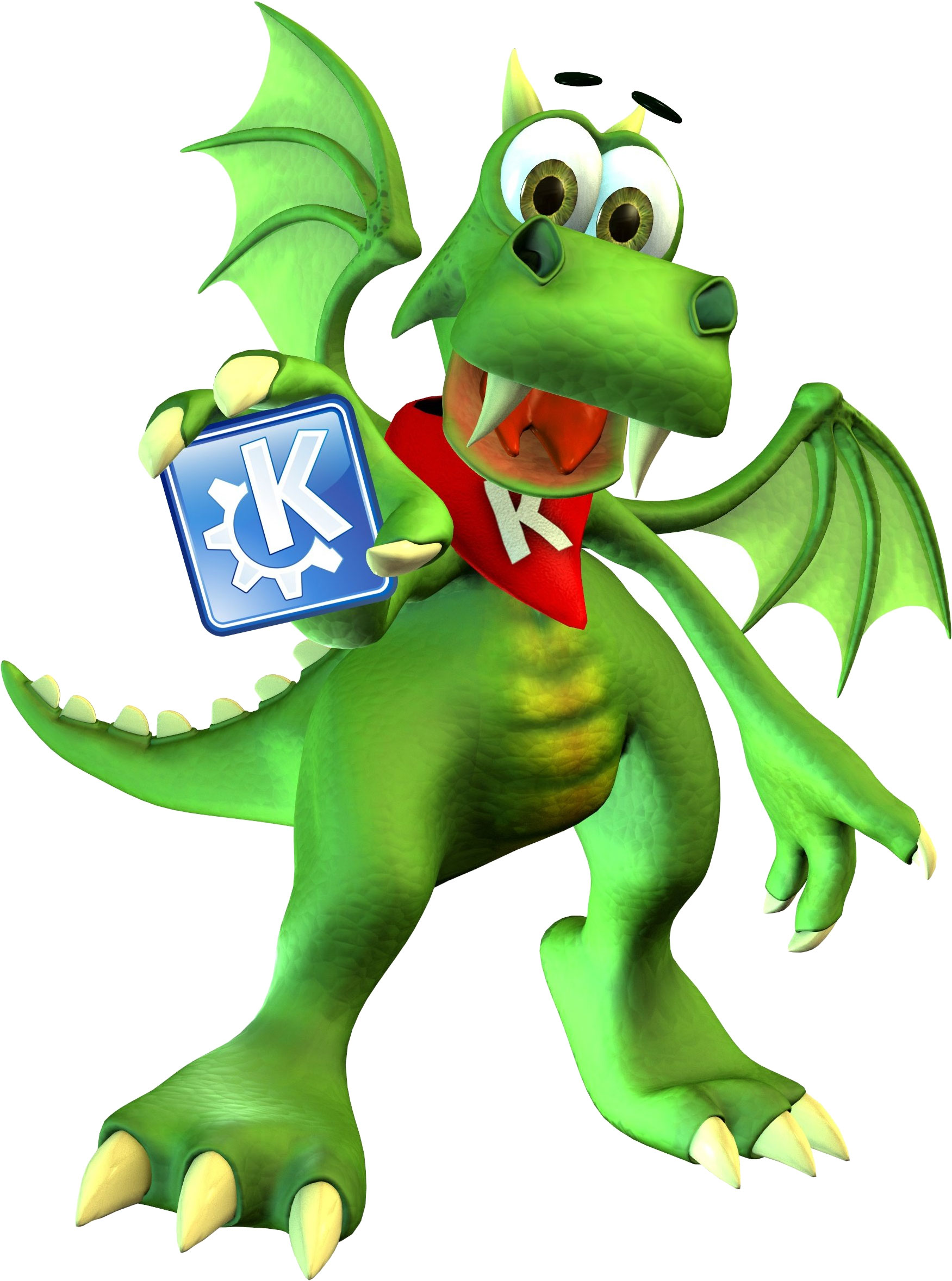
前代Konqi手握KDE徽标。
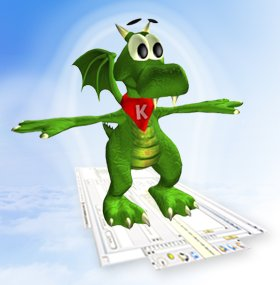
前代Konqi的3D模型摆出默认姿势。
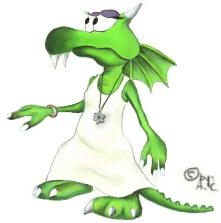
Katie的前代设计。设计者是Agnieszka Czajkowska。

### KDE软件中的Konqi

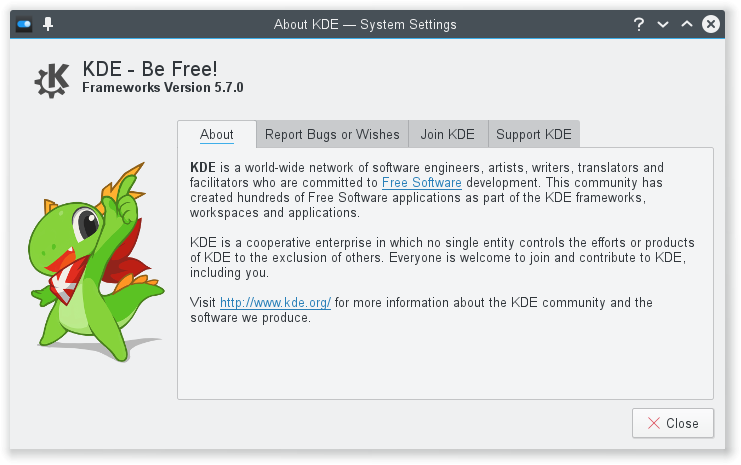
KDE版本5.7对话框中的新版Konqi。
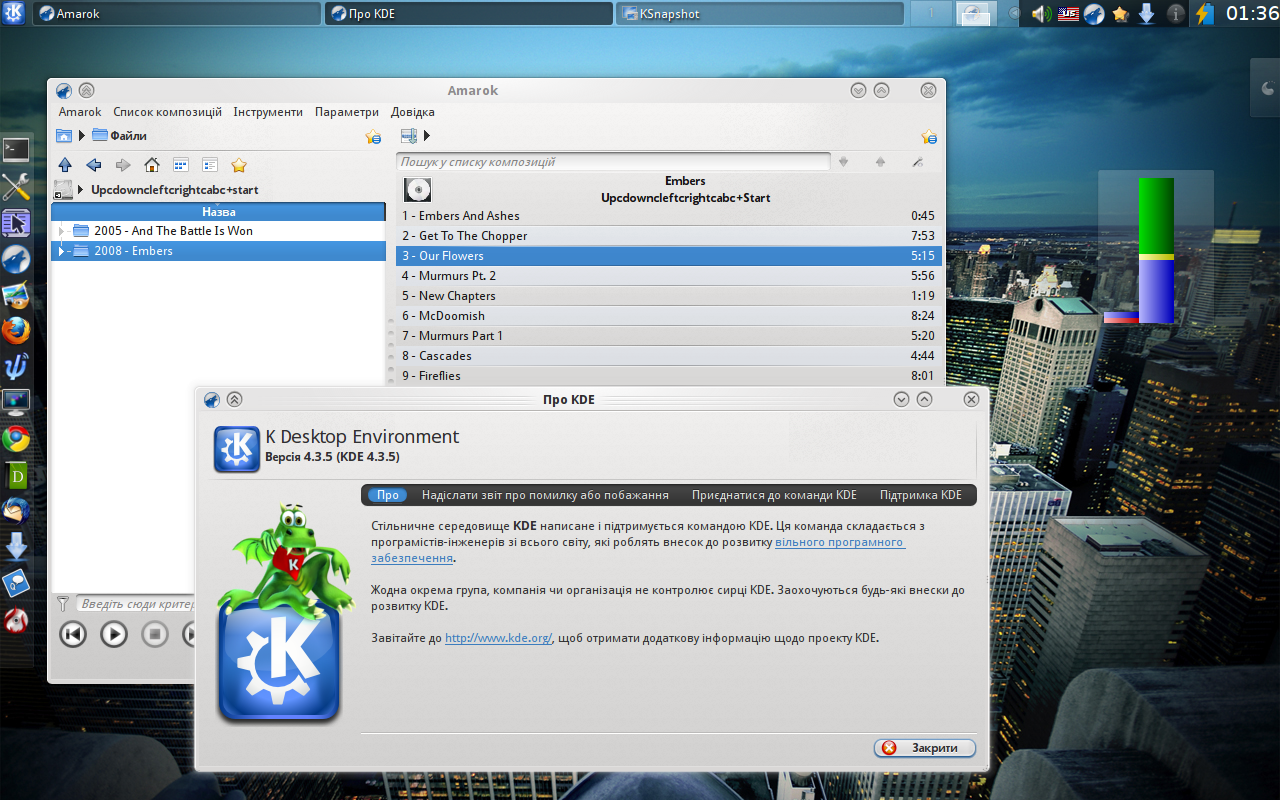
KDE版本4.x中的前代Konqi。
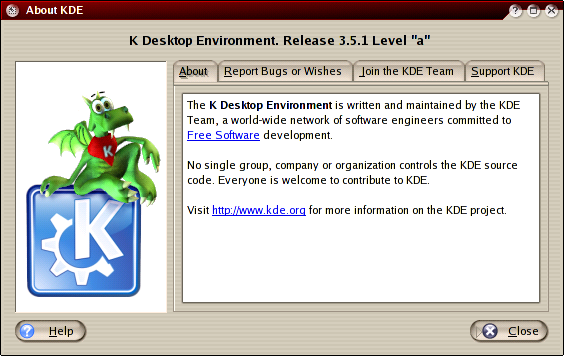
KDE版本3.x中的前代Konqi。
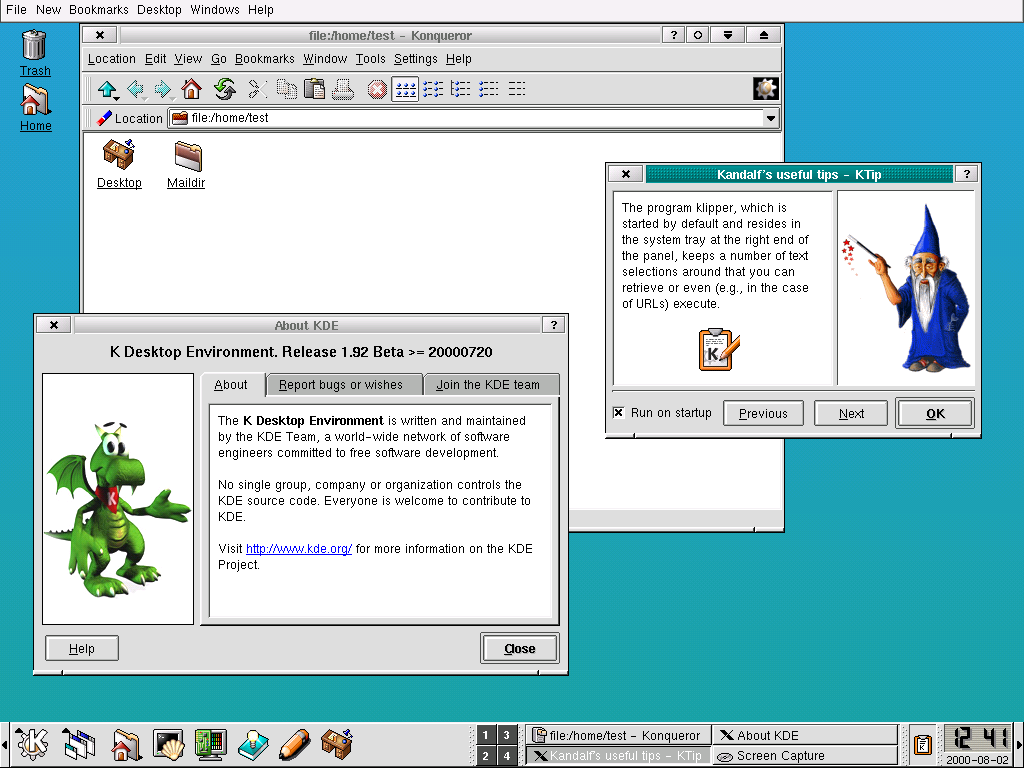
KDE版本2.x测试版期间Konqi和Kandalf同台登场。

### 现实世界中的Konqi和其派生作品

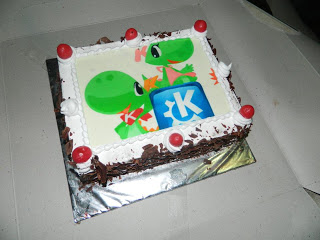
KDE 2013年印度见面会期间制作的Konqi和Katie蛋糕。
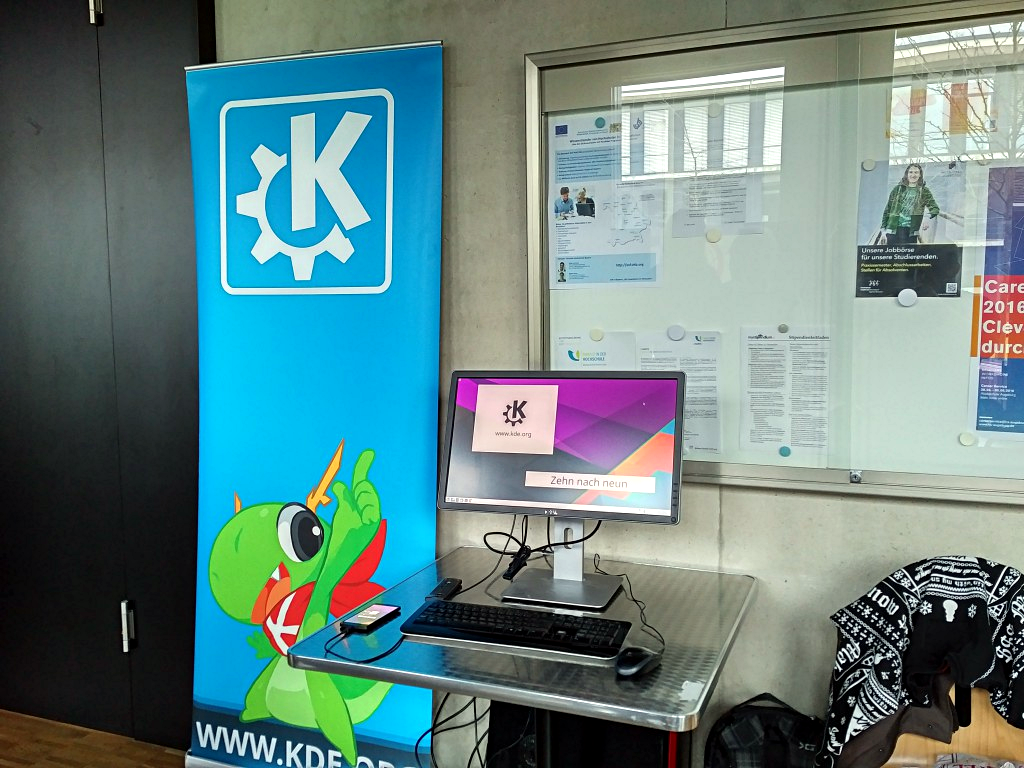
德国奥格斯堡Linux-Infotag 2016期间布置在KDE展台旁边的Konqi海报。
Konqi毛线人偶（动画），制作者la Fábrica de Miritich。
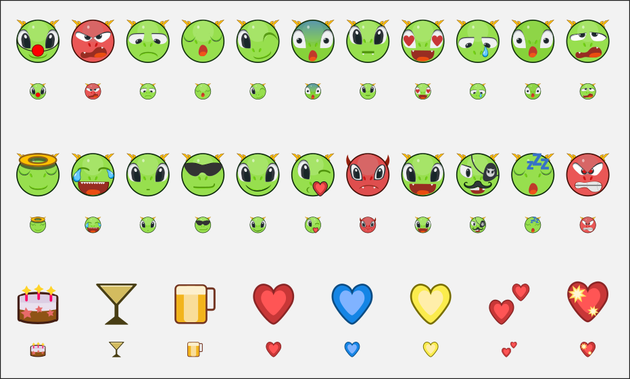
Konqi表情包，制作者Andrea Del Sarto。
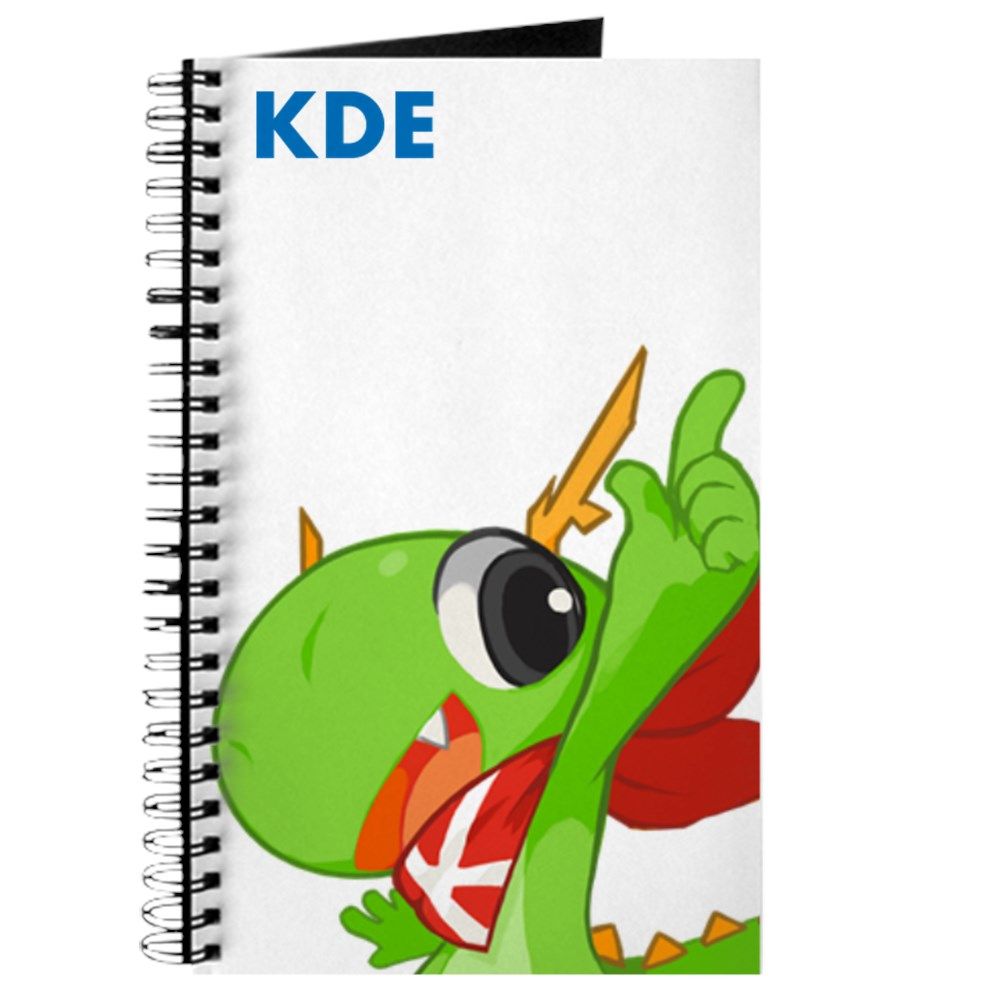
Konqi笔记本，KDE用于筹款的卖品。
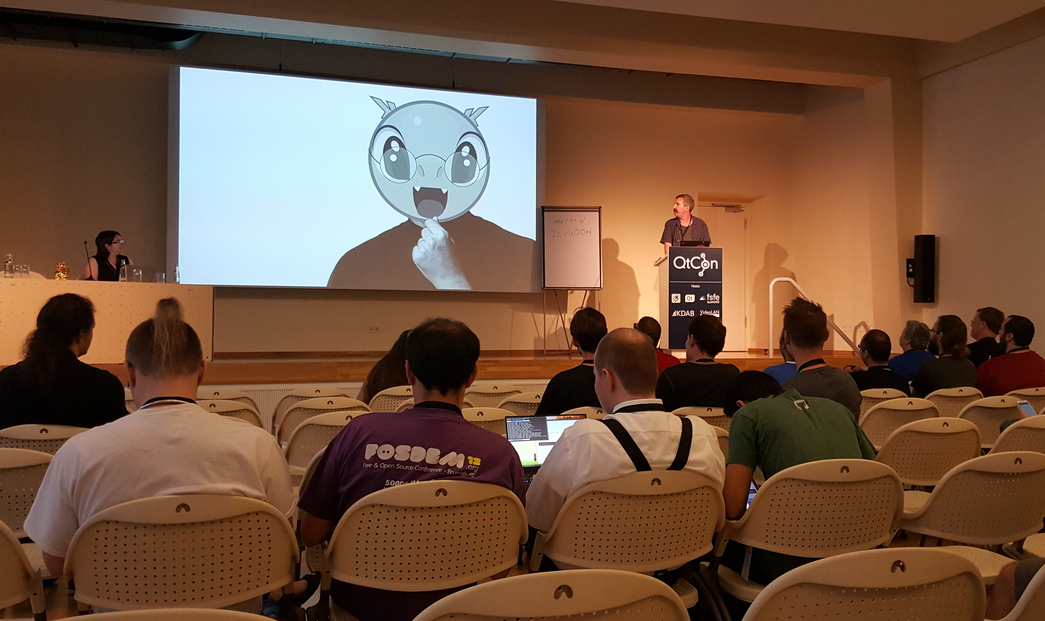
在德国柏林QtCon 2016期间，KDE视觉设计小组组长Jens Reuterberg在他的演示文档中把Konqi的表情包嫁接在了史蒂夫・乔布斯的头上。
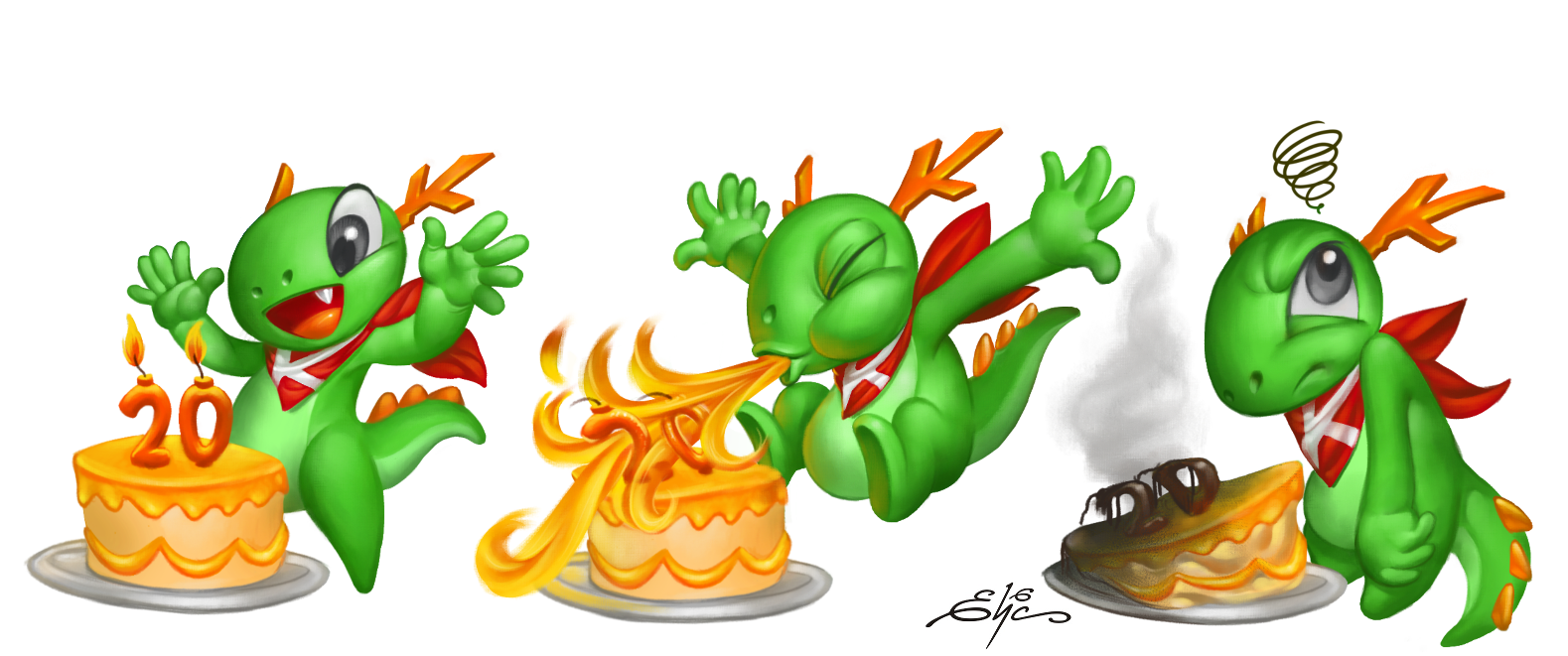
KDE 20周年回顾与展望小册子(PDF)，封面绘制者为Timothée Giet，内容编辑者为KDE主席Lydia Pintscher。
- 为KDE 20周年庆祝绘制的Konqi，作者是Elias Silveira。
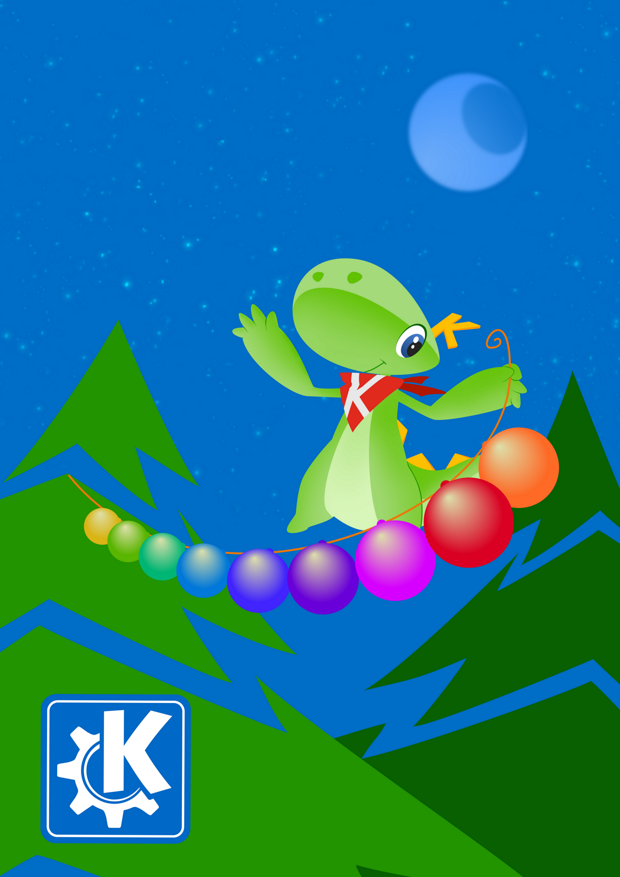
KDE筹款用明信片，设计者是Timothée Giet。
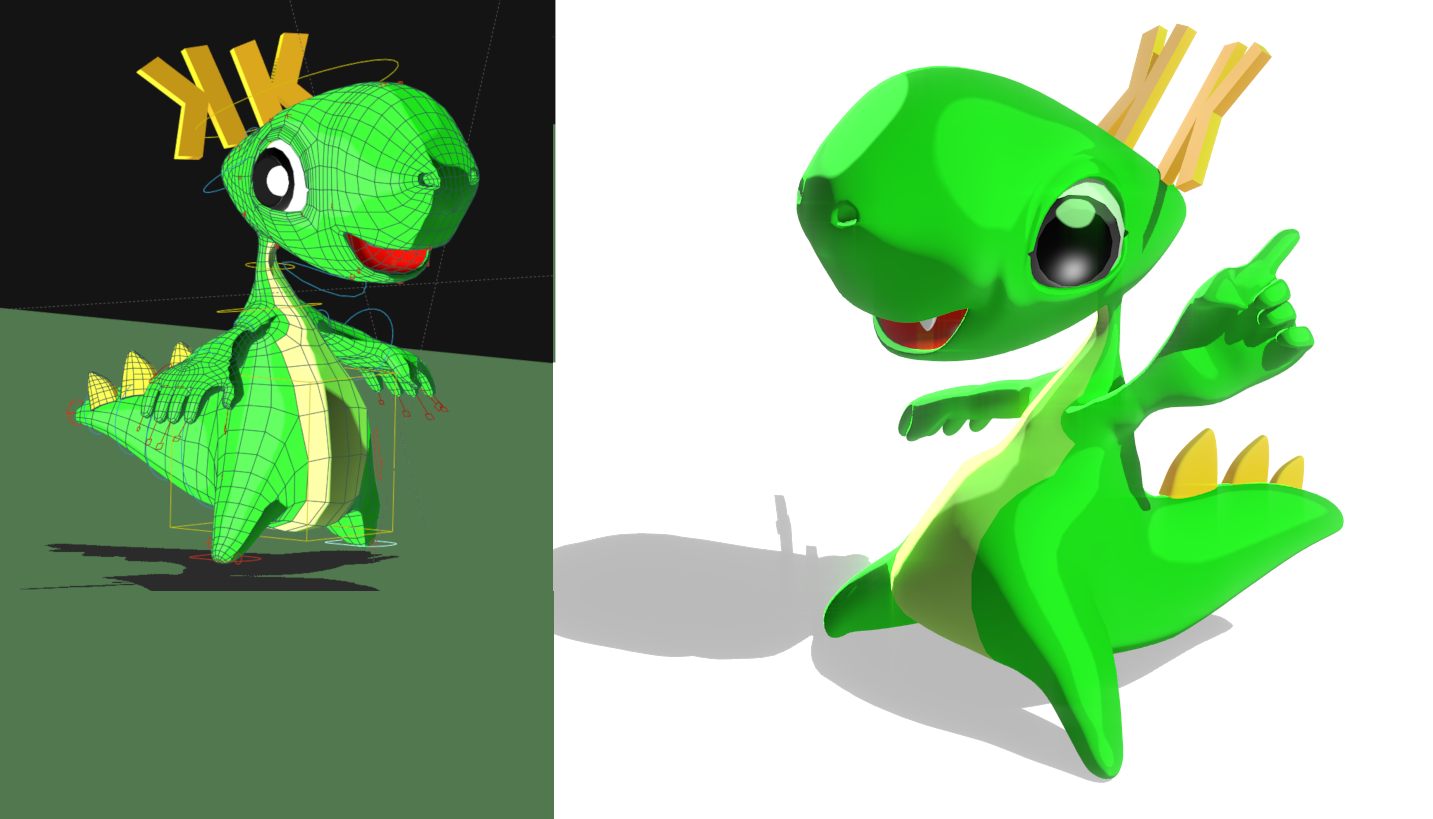
新版Konqi的3D模型，制作者是Bastian Salmela。
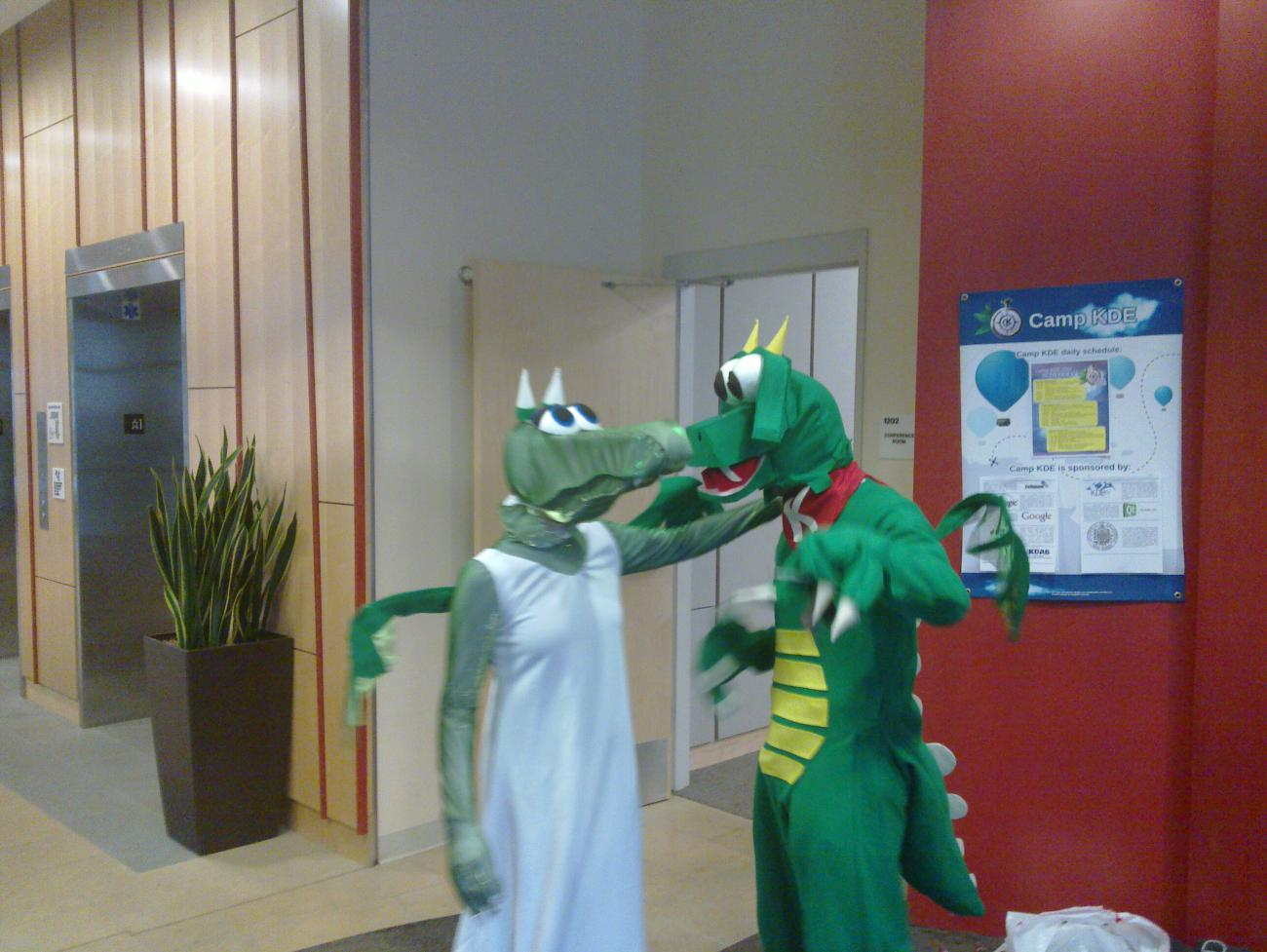
Konqi和Katie的兽装扮演者们活跃在Camp KDE 2010。
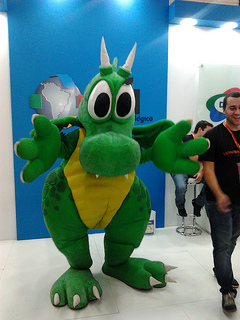
Konqi的兽装出现在Latinoware 2012。
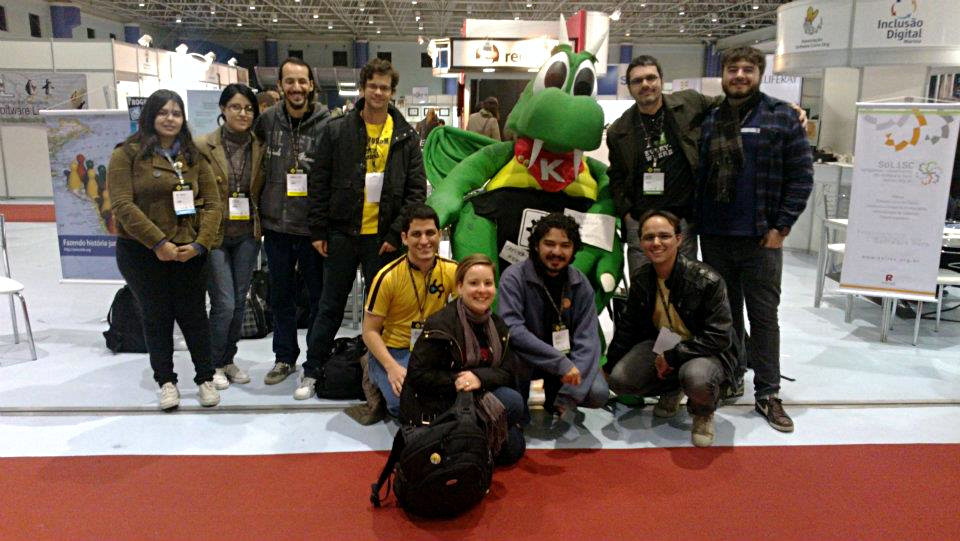
Konqi的兽装出现在第13届国际自由软件论坛。
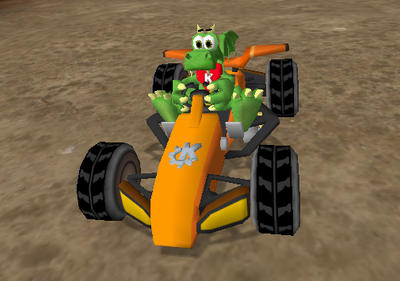
Konqi在SuperTuxKart中参赛，建模者是betharatux1，jymis提供协助。